# Good Bye, Lenin!
Good Bye, Lenin! (von englisch good-bye ‚Auf Wiedersehen‘) ist ein deutscher Spielfilm von Wolfgang Becker aus dem Jahr 2003. Familien- und Zeitgeschichte verbindend, umspannt er das Jahr der Wende und erzählt von einer Frau, die im Oktober 1989 ins Koma fällt, die darauffolgenden Umbrüche „verschläft“ und nach Wiedererwachen von ihrem Sohn in der Illusion gehalten wird, sie lebe nach wie vor in der „alten“ DDR.
Die Tragikomödie mit Daniel Brühl und Katrin Sass in den Hauptrollen wurde zur Berlinale 2003 uraufgeführt und hatte außerordentlichen Erfolg im In- und Ausland, beim Publikum wie bei der Kritik. Good Bye, Lenin! erhielt zahlreiche Preise, unter anderem den Felix und den französischen César, beide in der Kategorie „Bester europäischer Film“.

## Handlung

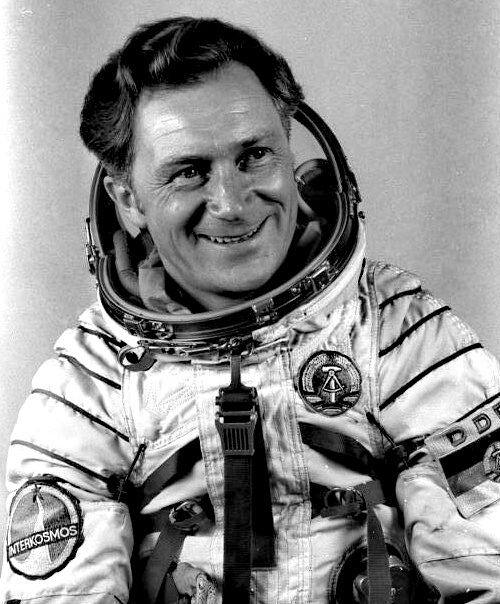
Sigmund Jähn: DDR-Kosmonaut, erster Deutscher im All und Alex’ Idol seit Kindertagen

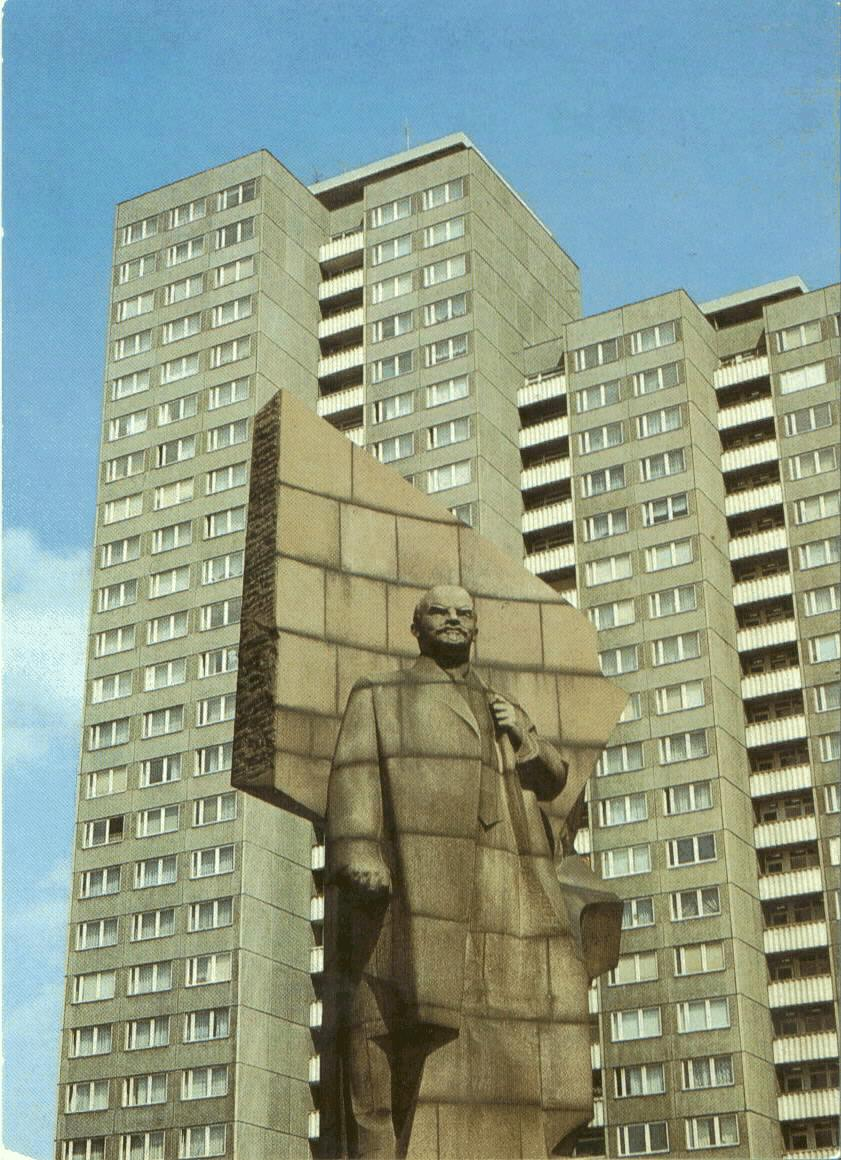
Lenindenkmal in Ost-Berlin; stand dort bis Herbst 1991

Die vierköpfige Ost-Berliner Familie Kerner führt ein intaktes, scheinbar glückliches Leben – bis zum Sommer 1978, als der Vater sich in den Westen absetzt. Seine Frau Christiane reagiert mit einer schweren Depression. Nach acht Wochen Psychiatrie kehrt sie jedoch „wie verwandelt“ zu ihren Kindern Ariane (13) und Alexander („Alex“, 10) zurück. Fortan geht sie auf in ihrer Rolle als Mutter und Grundschullehrerin – und nicht zuletzt als Sozialistin, indem sie unermüdlich versucht, im Alltag Gutes zu tun. Am 7. Oktober 1989 folgt sie als „verdienstvolle Persönlichkeit“ einer Einladung zum Festakt anlässlich des 40. Jahrestages der DDR im Palast der Republik. Zur gleichen Zeit schließt Alex sich einer Demonstration für mehr Freiheit an, die die Volkspolizei brutal auflöst. Durch Zufall sieht Christiane, wie Alex festgenommen wird, und er, wie sie kollabiert. Aus dem Gefängnis entlassen, erfährt Alex, dass seine Mutter einen Herzinfarkt erlitten hat und im Koma liegt – mit völlig ungewisser Prognose.
Vom Mauerfall, der Abdankung der alten Parteiriege und dem Einzug des Kapitalismus in Ost-Berlin erfährt sie ebenso wenig wie von den Veränderungen im Leben ihrer Kinder. Ariane, selbst schon Mutter, gibt ihr Studium auf zugunsten eines Jobs bei Burger King und verliebt sich in ihren Chef Rainer, der bei den Kerners einzieht. Die PGH von Alex wird abgewickelt; als gelernter Fernsehmonteur wird er übernommen von einer Firma, die Satellitenschüsseln vertreibt und ihre Mitarbeiter per Los zu Ost/West-Paaren zusammenschließt. Alex glaubt fest an die Wiedergenesung seiner Mutter. Dass er sie fast täglich besucht, liegt allerdings auch an der jungen sowjetischen Krankenschwester Lara, in die er sich verliebt. Bei ihrem ersten Kuss, im Juni 1990, wacht Christiane unerwartet auf. Die Ärzte warnen, schon die kleinste Aufregung könne für sie tödlich sein. Das verleitet Alex zu einer ersten Notlüge: Er behauptet, sie sei „beim Einkaufen“ kollabiert. Er bestärkt sie auch in ihrem Wunsch, nach Hause entlassen zu werden – überzeugt, sie dort besser abschirmen zu können vor der Realität des sich wiedervereinigenden Deutschlands, die sie, wie er glaubt, nicht verkraften würde.
Das dafür zu errichtende Illusionsgebäude verlangt ihm Fantasie, Stehvermögen und Improvisationskunst ab. Dass Christiane noch bettlägerig ist, kommt ihm entgegen; so muss er nur ein Zimmer der bereits verwestlichten Plattenbauwohnung in den alten Zustand zurückverwandeln. Aus dem Warensortiment verschwundene DDR-Produkte, die sie liebt – allen voran Spreewaldgurken –, täuscht er vor, indem er alte Verpackungen und Gläser aus Mülltonnen fischt, sie reinigt und mit Westinhalten füllt. Ihren Wunsch, fernzusehen, realisiert er mit Hilfe seines neuen Arbeitskollegen Denis, eines ambitionierten Amateurfilmers, der ihm Videos von alten DDR-Sendungen – vor allem der Aktuellen Kamera – sowie ein Abspielgerät besorgt. Die sich rasant wandelnde Außenwelt lässt sich vor Christiane dennoch nicht ganz verbergen: Einmal wird ein riesiges Coca-Cola-Banner auf der Hauswand entrollt, die sie von ihrem Bett aus sieht, ein andermal begegnet sie Neuankömmlingen aus Wuppertal, als sie sich eigenmächtig auf die Straße wagt. Alex und Denis reagieren darauf mit gefälschten Nachrichtensendungen, in denen sie von einer allmählichen Öffnung der DDR gegenüber dem Westen und von bundesdeutschen „Republikflüchtlingen“ berichten, die angeblich gerade zahlreich in die DDR einwanderten. Ariane und Lara, unfreiwillig zu Komplizinnen gemacht, drängen Alex jedoch, der Mutter endlich reinen Wein einzuschenken.
Ein Ausflug zur Familien-Datsche bietet dazu eine günstige Gelegenheit. Doch Christiane kommt Alex zuvor, indem sie sich ihre eigene Lebenslüge von der Seele redet: Die Republikflucht ihres Mannes war mit ihr abgesprochen; sie war entschlossen, mit den Kindern legal per Ausreiseantrag nachzukommen; vor den zu erwartenden Repressionen habe sie dann aber Angst gehabt, vor allem davor, dass man ihr die Kinder wegnehmen könnte. Der Tribut, den ihre Beichte fordert – akute Lebensgefahr infolge eines zweiten Herzinfarkts –, zwingt Ariane und Alex zu größter Eile, um ihr den sehnlichen Wunsch eines Wiedersehens mit ihrem Mann zu erfüllen: Ariane findet die Briefe von ihm mit seiner West-Berliner Adresse; Alex sucht ihn dort auf und bewegt ihn zum Kommen. Dass Christiane zuvor durch Lara über die veränderten politischen Verhältnisse aufgeklärt worden ist, entgeht ihm allerdings. So inszeniert er noch einen letzten großen Coup für sie und dreht mit Denis ein Fake, worin er Erich Honecker als Staatsratsvorsitzenden zurücktreten und durch Sigmund Jähn ersetzen lässt, sein persönliches Idol seit Kindertagen. Für diese Rolle gewinnt er den Taxifahrer, der ihn nach West-Berlin gefahren hatte und der Jähn zum Verwechseln ähnlich sieht. Dessen Antrittsrede gipfelt in der Erklärung, die DDR habe ihre Grenzen geöffnet, worauf Bilder vom tatsächlichen Mauerfall folgen, die so geschnitten sind, dass sie zum Kommentar, es würden nun die Bundesbürger in die DDR drängen, passen. Auch das reale Feuerwerk um Mitternacht, das die Wiedervereinigung der beiden deutschen Staaten am 3. Oktober 1990 feiert, hat Alex bedacht, als er zuvor den Abreißkalender manipulierte: Er zeigt den 7. Oktober, den 41. Jahrestag der DDR.
Drei Tage später stirbt Christiane. Im Beisein einer kleinen Trauergemeinde schießt Alex ihre Asche in einer alten Spielzeugrakete vom Hausdach aus in den Nachthimmel – überzeugt, für seine Mutter bis zum Schluss die Illusion aufrechterhalten zu haben von einem Land, „an das sie geglaubt hatte“ und das es gleichwohl „in Wirklichkeit nie so gegeben hat“.

## Entstehung

### Drehbuch
Der Drehbuchautor Bernd Lichtenberg schrieb laut eigener Aussage schon 1989 eine Geschichte, bei der er sich von seinen eigenen Erfahrungen der Wendezeit, die er als Neu-Westberliner und ähnlich jung wie sein Protagonist Alex erlebte, inspirieren ließ. Allerdings setzte er sie lange Zeit nicht um:  „Ich hatte das Gefühl, die Zeit sei einfach noch nicht reif.“
Als er Beckers Das Leben ist eine Baustelle gesehen hatte, sah er in ihm einen potentiellen Partner für dieses Projekt. Er war angetan von der Mischung aus Traurigem und Komischem, die ihm selbst für sein Projekt auch vorschwebte.
Es soll bis zu sechs Drehbuchfassungen gegeben haben. Die ersten schrieb Lichtenberg allein, nach ausführlichen Gesprächen und in engem Kontakt mit Becker. Die radikalste Änderung erfuhr dabei Denis, der sich von einer Haupt- zu einer Helferfigur wandelt – von einem übergewichtigen jungen Türken, der gegen seinen Willen verheiratet werden soll, zu einem Hobbyfilmer. Nach Fertigstellung des Skripts, war ihre Zusammenarbeit nicht beendet; während des Drehs wurde Lichtenberg dann, wenn Becker weitere Änderungen wünschte, „stark mit einbezogen“.

### Casting
Die männlichen Hauptfiguren sind durchweg „über Kreuz“ besetzt: „Ossi“ spielt „Wessi“ und umgekehrt. Vor allem für den Protagonisten Alex war das nicht geplant; er sollte zumindest Berliner sein, doch Becker fand keinen geeigneten Kandidaten. Als er dann Daniel Brühl castete, entschied er sich für ihn, da er die Sorge um seine „Mutter“ überzeugend vermitteln konnte. Für seine fehlende dialektale Färbung wurde ein Sprachcoach engagiert.

Familie Kerner
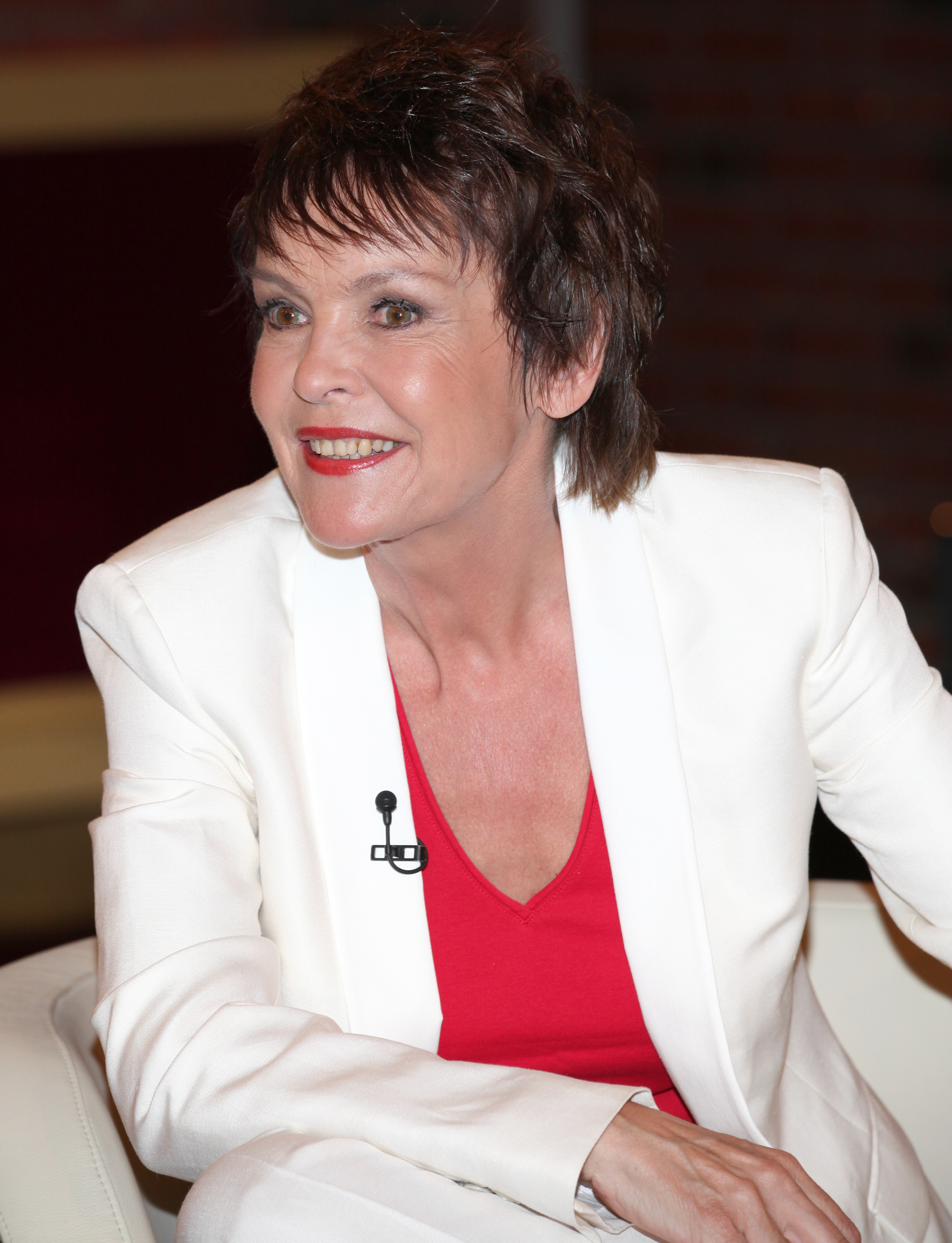
Christiane Kerner (Mutter): Katrin Sass
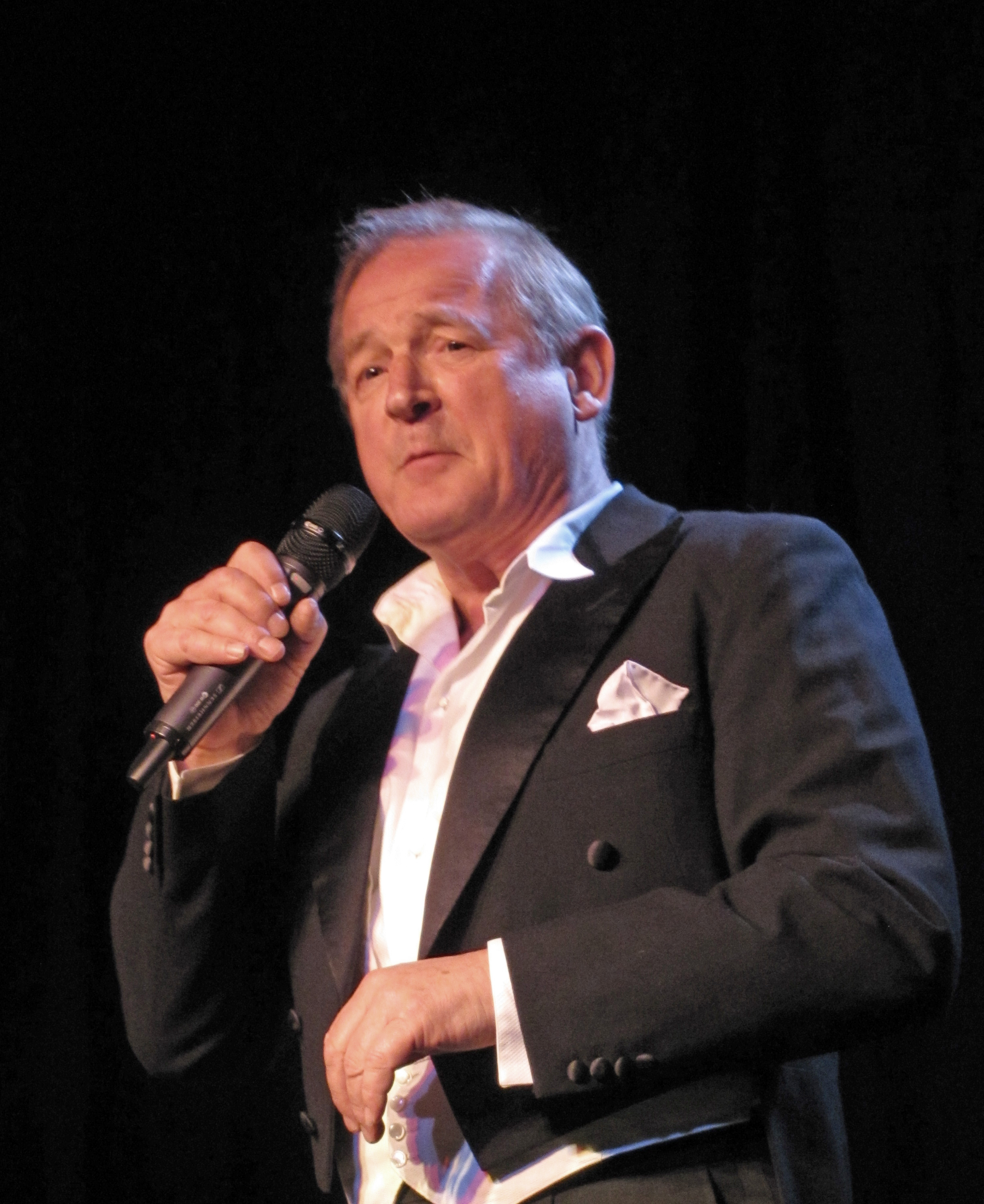
Robert Kerner (Vater): Burghart Klaußner
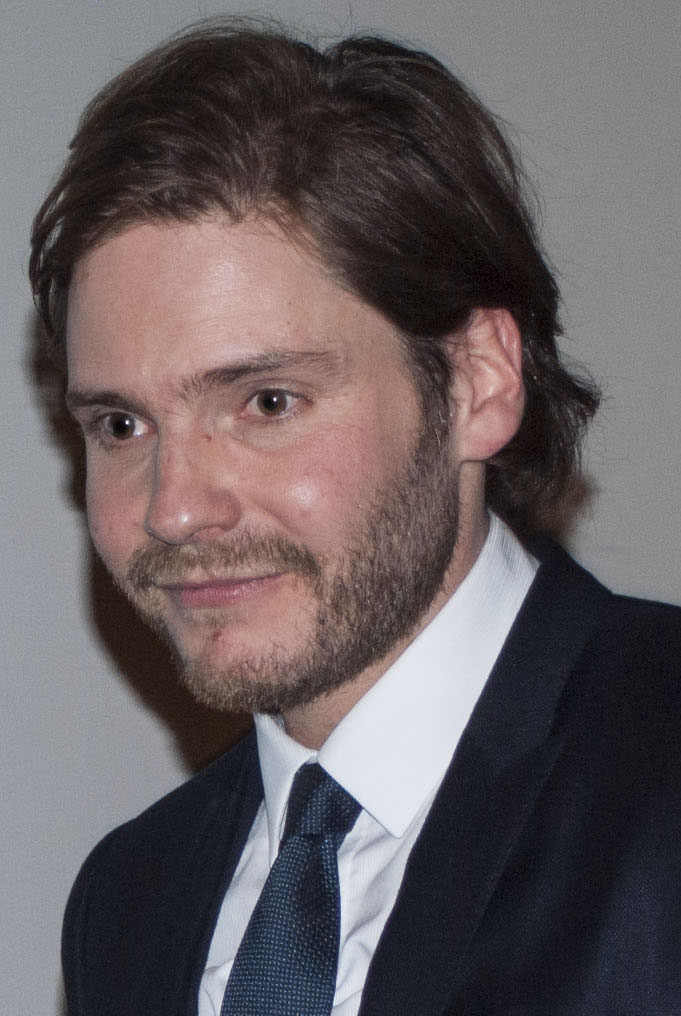
Alex Kerner: Daniel Brühl
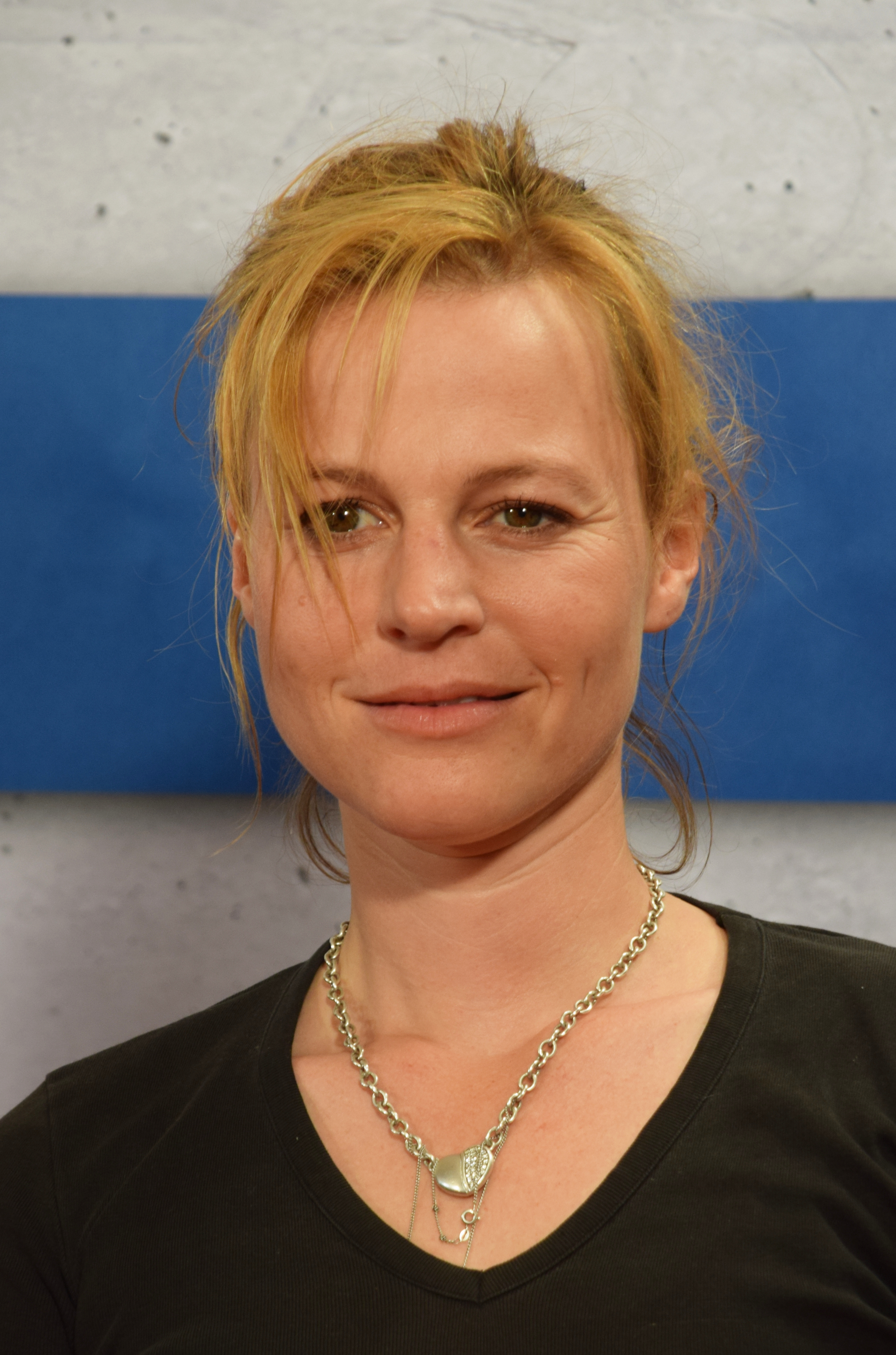
Ariane Kerner: Maria Simon

Die Besetzung von Arianes sehr junger Tochter Paula war eine besondere Herausforderung. Während sie als Baby nur einen kurzen Auftritt hatte, war sie als Kleinkind häufig präsent. Aufgrund arbeitsrechtlicher Bestimmungen, die vorschreiben, dass Kinder nicht länger als vier Stunden „am Stück“ arbeiten dürfen, wurde Paula durch Zwillinge besetzt, die sich abwechseln konnten. Auch das Casting des Taxifahrers „Sigmund Jähn“ war schwierig. Becker hätte am liebsten das „Original“ persönlich dafür gewonnen, doch mehr als dessen Zustimmung, ihn zu doubeln, bekam er nicht. Als man mit dem Schweizer Stefan Walz schließlich einen geeigneten Darsteller gefunden hatte, wurde sein Gesicht durch eine Vollmaske noch weiter angeglichen und sein Text durch einen Stimmenimitator, der den vogtländischen Dialekt beherrschte, eingesprochen.

### Dreharbeit und Nachproduktion
Die Dreharbeiten waren für August 2001 angesetzt. Zwei Wochen Zeitverzug, bedingt durch die ernsthafte Erkrankung einer Hauptdarstellerin, zogen zwei Schwierigkeiten nach sich: das durch vertragliche Sperrfristen häufig dezimierte Ensemble und das ausnehmend schlechte Septemberwetter. Wieder und wieder mussten die Dreharbeiten abgebrochen oder ganz abgesagt werden. So wurde der Dreh auf der Datsche einmal durch Regen verhindert, ein anderes Mal durch eine Rotte Wildschweine, die den Garten zerstört hatten. Beim ersten Drehtermin der Finalszene stürmte es, beim zweiten ließ sich der Hubschrauber nicht starten. Ein dritter Anlauf war allein aus finanziellen Gründen nicht möglich; außerdem hätte dafür die Karl-Marx-Allee, eine der Hauptverkehrsadern, erneut voll gesperrt und in mühevoller Kleinarbeit von Anachronismen befreit werden müssen.
Becker wird als fordernd und „perfektionistisch“ beschrieben. So war ihm Stimmigkeit in allen Äußerlichkeiten (Kleidung, In- und Exterieurs) wichtig, damit die Erzählillusion nicht gestört wurde. Um dies zu erreichen, wurden beispielsweise Etiketten von DDR-Produkten nachgedruckt; nachgebaut wurde unter anderem die sich wabenförmig nach außen öffnende Fassade des „Tacheles“, im Wendejahr ein Szenetreff mit Kultstatus. Katrin Sass empfand die Dreharbeiten, ähnlich wie Daniel Brühl, als „sehr, sehr anstrengend“ und beschreibt Becker so: „[Er] bringt sich immer 100 % ein, verfolgt seine Linie, konkret und präzise, besessen von seiner Arbeit und seiner Vision. Er will den bestmöglichen Film machen. Das ging an die Substanz: Als Schauspieler muss man mit, ob man noch kann oder nicht. Solche Regisseure sind mir tausendmal lieber als die, die alles immer ganz wunderbar finden, aber am Ende kommt ein Film heraus, der einen maßlos enttäuscht.“
Nach 58 Tagen, am 30. November 2001, wurden die Dreharbeiten beendet. Im Jahr darauf fanden Nachdrehs statt. Abgesehen davon machten Becker noch drei Probleme zu schaffen. Das erste war die digitale Erstellung der noch fehlenden Titelszene. Becker wollte auf keinen Fall, dass sie künstlich oder gar lächerlich wirkte. Insbesondere die Generierung einer überzeugenden Lenin-Statue. Erst nach vier Monaten war diese Schwierigkeit überwunden. Die nächste bestand darin, dass die erste Schnittfassung des Films mit 164 Minuten, auch nach Beckers eigener Einschätzung, „viel zu lang“ war. Er entschloss sich, einen Dritten hinzuzuziehen – den mit ihm befreundeten Regisseur Tom Tykwer. Tykwer und Beckers Filmeditor Peter Adam erstellten eine um rund 60 Minuten gekürzte Fassung, die der endgültigen sehr nahekam. Die letzte, spät genommene Hürde war schließlich die Filmmusik. Als Becker mit Yann Tiersen endlich einen Künstler, der ihm zusagte, gefunden hatte, ließ dieser monatelang nichts von sich hören (er war auf Tournee) und, während er komponierte, niemanden an sich heran. Erst an Weihnachten 2002 konnte sich der Regisseur bei der Einspielung im Pariser Studio ein Bild vom Ergebnis der Arbeit machen. Die Musik war auf den Punkt fertig geworden und genau so, wie er sie sich gewünscht hatte!

### Handlungs- und Drehorte
Der Film verlässt den Handlungsort Berlin nur ein einziges Mal – für die Fahrt auf die Datsche. Ansonsten spielt sich das Geschehen, trotz der häufig wechselnden Schauplätze, in einem Radius von nur wenigen Kilometern ab. Dessen Mittelpunkt bildet die 79-m²-Plattenbauwohnung der Kerners. Ursprünglich sollte sie sich am Leninplatz befinden, vis-à-vis dem gleichnamigen monumentalen Denkmal, und der Film sollte damit enden, dass die todkranke Christiane vom Fenster aus sieht, wie es abgebaut wird – daher der Titel. Da dies aber erst im Herbst 1991 geschah, passte es nicht in den letztlich unverrückbaren Handlungszeitraum, und man beschloss, die Wohnung in die Berolinastraße 21 und die Titelszene in die Karl-Marx-Allee zu verlegen.
Die Episode auf der Datsche wurde in Finsterwalde gedreht, die Innenaufnahmen in der Kernerschen Wohnung im Studio. Die meisten anderen Szenen entstanden an den Originalschauplätzen. Neben der Karl-Marx-Allee und dem „Alex“ waren das Orte wie die ehemalige Coca-Cola-Zentrale in Lichterfelde, welche schon in Billy Wilders Film Eins, zwei, drei auftauchte, das Freizeit- und Erholungszentrum Wuhlheide, der Underground-Club „Eimer“ oder der Flohmarkt am Nordbahnhof. In den 12 Jahren seit der Wende hatten viele sich stark verändert. Das wenigstens für einen Drehtag rückgängig zu machen oder zu kaschieren (Graffiti, Westautos usw.), erforderte viel Aufwand. Manches konnte man nachträglich digital retuschieren, mitunter musste man ausweichen, wie für die Demo am 7. Oktober 1989 oder für Christianes Krankenhausaufenthalt in der Charité.

Drehorte (Auswahl)
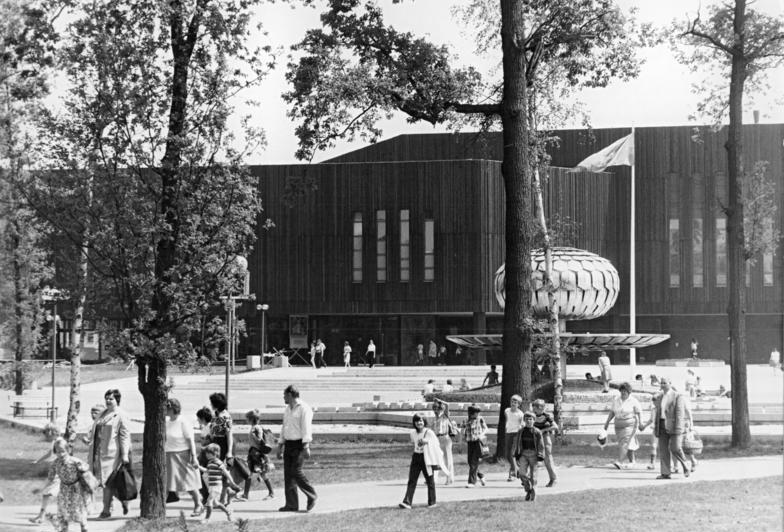
Einst Pionierpalast „Ernst Thälmann“, heute Freizeit- und Erholungszentrum: Alex und Ariane verbringen einen Teil ihrer Freizeit bei der Pioniereisenbahn und im Raumfahrtzentrum
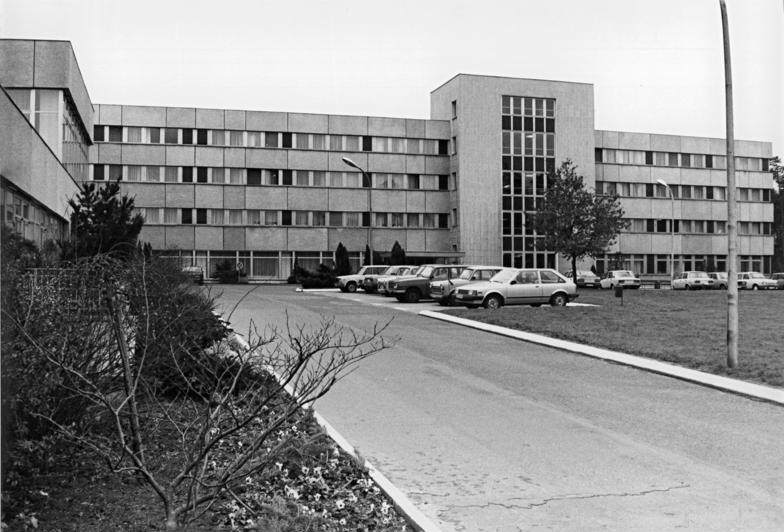
Klinikum Berlin-Buch: Laut Film liegt Christiane in der Charité, aber für den Dreh musste man in einen leerstehenden Trakt des Klinikums Buch ausweichen
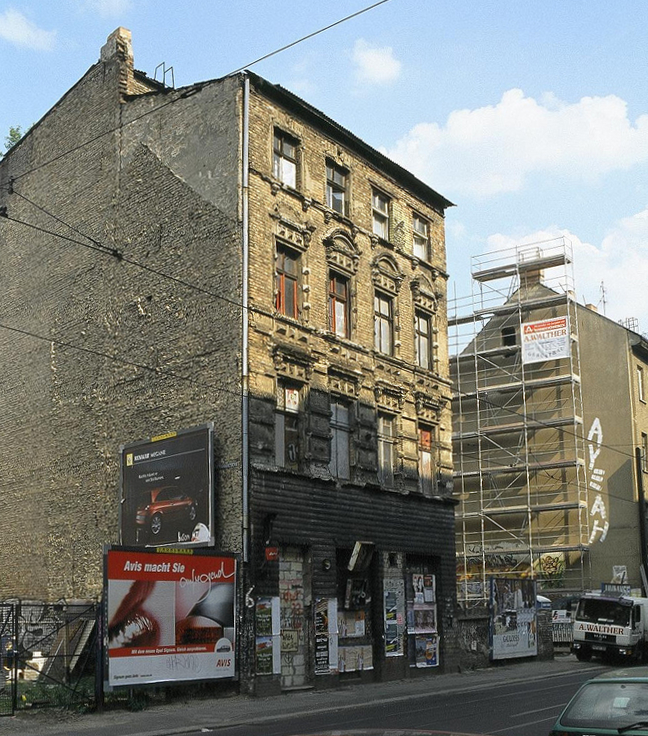
Der „Eimer“: Alex und Lara haben ihr erstes Rendezvous bei einem Konzert von Marva+Maschin-Klan
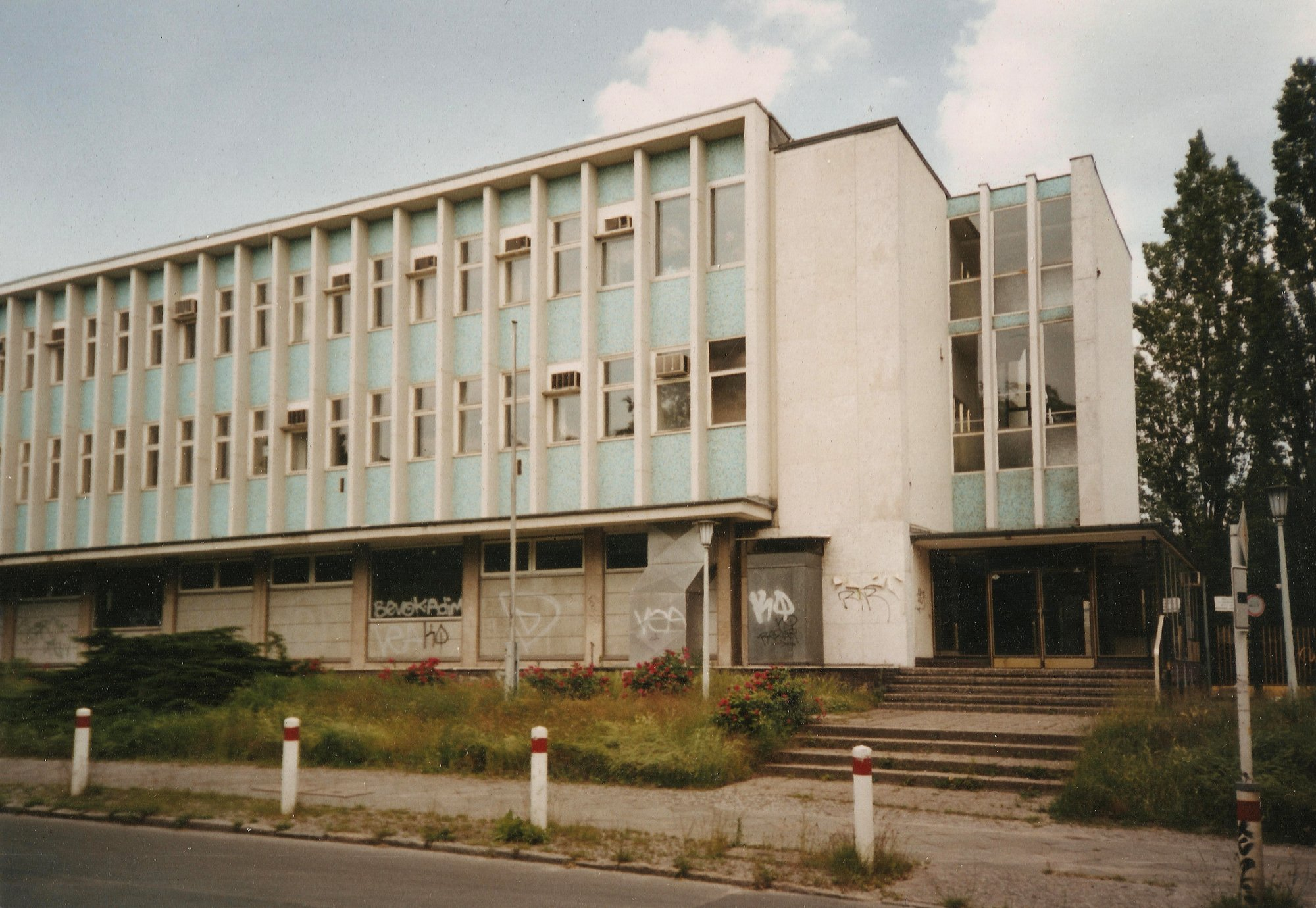
Coca-Cola-Zentrale in Lichterfelde: Denis und Alex drehen ihr erstes Nachrichten-Fake...
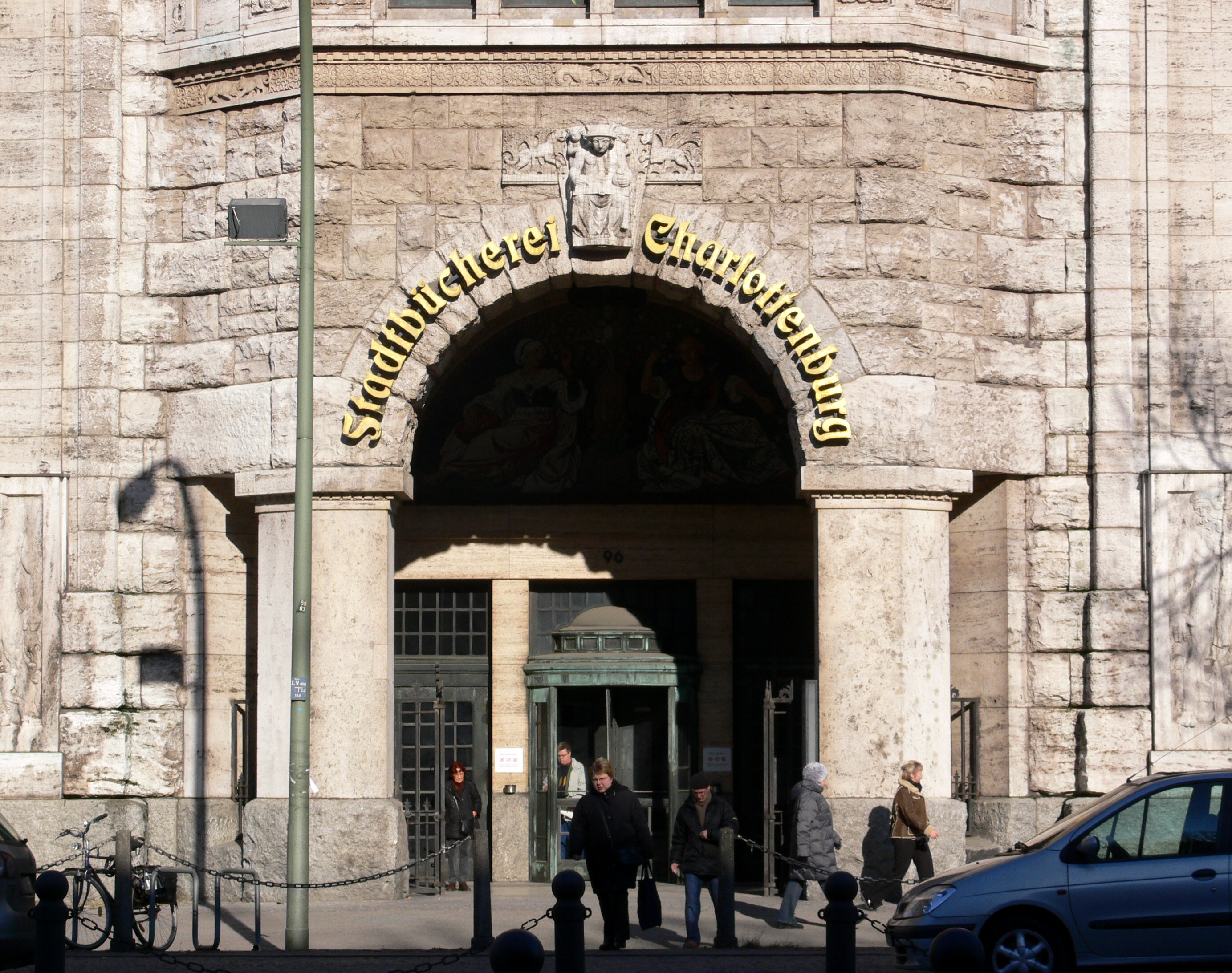
Stadtbibliothek im Rathaus Charlottenburg: ...und hier ihr drittes und letztes

## Form und Stil

### Bildgestaltung
Der Vorspann des Films arbeitet mit sparsamen Mitteln. Acht zeittypisch blasse Ansichtskarten, durch die die Kamera langsam „hindurchfährt“, stimmen auf den Handlungsmittelpunkt ein, das Areal rund um den „Alex“ im sozialistischen Ostberlin, und einige wenige Pseudoamateuraufnahmen per Handkamera auf den gleichnamigen Protagonisten. Sie vermitteln den Eindruck einer unbeschwerten, glücklichen Kindheit in einer etwas arrivierten („Unsere Datsche, Sommer '78“) und gleichwohl systemkonformen Familie (Alex’ Kosmonauten-T-Shirt mit dem Aufdruck CCCP/DDR).
Im nachfolgenden, rund 5-minütigen Prolog, der etwa ein Jahr umspannt, nimmt Becker den Zuschauer übergangslos mit auf die von ihm intendierte „emotionale Achterbahnfahrt“. Der Schock: Genau in dem Moment, als mit Sigmund Jähns Start ins All Alex’ Glück vollkommen scheint, wird die familiäre Idylle jäh zerstört durch den Verlust des (vermeintlich aus purem Egoismus) republikflüchtigen Vaters, und nicht genug: Alex und Ariane müssen auch noch den Verlust ihrer (vermeintlich nur aus Trauer) völlig verstummten Mutter verkraften. Die Auflösung acht Wochen später: Verwandelt wie von Zauberhand, aber sichtlich auch durch die Liebe ihrer Kinder, kehrt sie ins Leben zurück und tut alles, um eine neue Idylle zu schaffen, nicht durch Rückzug ins Private, sondern im Gegenteil durch soziales (und zugleich systemstabilisierendes) Engagement.
Der nach einem radikalen Schnitt zehn Jahre später einsetzende Hauptteil des Films führt zunächst einmal zwei Darstellungsweisen vor, mit denen das Ende der DDR auch hätte gezeigt werden können: die satirische und die realistische. Satirisch ist das Anfangsbild am Morgen des 7. Oktober 1989: Alex nach offenbar durchzechter Nacht alkoholisiert auf einer Bank – vor dem Hintergrund roter Banner mit hohlen Phrasen und dem pompösen militärischen Aufmarsch zur 40-Jahr-Feier der DDR. Der Kontrast zwischen dem Helden und seiner Heimat, zwischen inszenierter Außendarstellung und dem tatsächlichen Lebensgefühl könnte kaum größer sein. In diesem Stil könnte der Film fortfahren, doch dem entgegen stehen der Plot (der von Alex Rückbesinnung und Identifikation fordert statt weiterer Distanzierung) und die Grundhaltung des Regisseurs persönlich („Die Form der satirischen Besserwisserei interessiert mich nicht“).
Dem Realismus verpflichtet ist die Sequenz, in der die Berliner Demonstration am Abend des 7. Oktober dargestellt wird. „So war’s!“, sollten die seinerzeit Beteiligten nach Beckers Wunsch sagen können. Einige von ihnen wirkten auch selbst, einem Radioaufruf folgend, als Komparsen mit. „Die Stasi hatte ganze Arbeit geleistet“, stellte Becker fest, als er vergeblich nach Archivmaterial suchte, das die Demo dokumentierte. So sah er sich veranlasst, sie aufwändig nachzustellen. An Filmaufnahmen standen ihm einzig die eines französischen Kamerateams zur Verfügung. Entstanden ist so eine vergleichsweise lange und sehr authentisch wirkende Sequenz. Sie allein, so der Audiokommentar dreier Hauptdarsteller, widerlege schon das Urteil mancher Kritiker, der Film sei „verklärend“ und „nostalgisch“, denn die Brutalität, mit der die Einsatzkräfte gegen die friedlichen Demonstranten vorgehen, sei in ihr „deutlich zu sehen“.
Nachdem Alex’ Mutter ins Koma gefallen ist, läuft der Film zügig auf den „Plot Point One“ zu (von dem Becker glaubt, er werde in Good Bye, Lenin! deutlich später erreicht als im amerikanischen Erzählkino üblich). Das ist der Moment, der den Helden vor einen Entscheidungskonflikt stellt. Für Alex ist es der, wie er mit der Drohung des Arztes umgeht, dass „jegliche Aufregung, ja nur die Gefahr einer Aufregung“ das Leben seiner wiedererwachten Mutter gefährden könne. Sein Entschluss, sie persönlich zu schützen, indem er sie abschirmt und belügt, kommt spontan und ohne Abwägung der daraus folgenden Konsequenzen. Dass diese viel komisches Potenzial bergen, wird schnell deutlich, sodass Good Bye, Lenin! spätestens von hier an auch als Tragikomödie klar erkennbar ist. Zur Prägung des Films tragen außerdem einige Stilmittel bei.

### Voiceover
Das Voiceover war für Drehbuchautor Bernd Lichtenberg eine Entdeckung. Plötzlich sei, begleitend zum ersten Bild (Sigmund Jähn in der Raumkapsel), der Satz „1978 war die DDR auf Weltniveau und unsere Familie ging den Bach runter“ aufgetaucht, und sofort sei ihm klar gewesen, „was für ein zusätzlicher Ton durch dieses Stilmittel“ in den Film kommen konnte. Besonders wichtig war es für die Erzählung dessen, was in den gut acht Monaten, in denen Christiane im Koma liegt, historisch alles geschieht. Da dies sehr viel ist, der eigentliche Film aber erst danach beginnt, half die Voiceover ganz wesentlich, die geschichtlichen und familiären Umbrüche der Wendezeit „sprunghafter und schneller“ zu erzählen, „in einer Art lakonischem Zeitraffer“.
Alex’ rund 50 Off-Kommentare dienen außerdem der Erklärung und Überleitung sowie der ironischen Distanzierung und Untertreibung. So spricht er im Zusammenhang mit der Demo am 7. Oktober von einem „Abendspaziergang“ und beim Mauerfall von einer „Altstoffsammlung“, wobei hier zusätzlich eine der Floskeln aus dem DDR-(Propaganda)-Sprachgebrauch einfließt, die Alex des Öfteren gebraucht. In einigen Fällen spielt er auf noch Aktuelleres aus der Wendezeit an („Satellitenschüsseln ließen unsere Landschaften erblühen“), in manchen auf beides. So steckt in dem „Während sich viele lautstark schon für die Meister von morgen hielten […]“ sowohl die Messe der Meister von Morgen (das DDR-Pendant zum bundesdeutschen „Jugend forscht“) als auch Franz Beckenbauers (Fehl-)Prognose, die deutsche Fußballnationalmannschaft der Herren werde nach der Wiedervereinigung auf Jahre hinaus „unschlagbar“ sein.

### Ironie
Ironie ist wohl das am häufigsten angewandte Stilmittel des Films. Bis zum Schluss wird es gesteigert und verfeinert. Alex’ Sinn für Humor ist ein Erbteil seiner Mutter, die ihn vor allem in ihren Eingaben auslebt. Der Film präsentiert drei davon, am ausführlichsten die letzte, die Christiane vom Krankenbett aus diktiert – laut Becker eine der Lieblingsszenen bei den Zuschauern. Das mag an besonders spitzzüngigen Formulierungen gelegen haben („In der Hauptstadt jedenfalls leben keine so kleinen und viereckigen Menschen“), gewiss aber auch daran, dass die Szene doppelt codiert ist: Während die Sprecherin glaubt, es handle sich wieder um ein DDR-Produkt, weiß die Zuhörerin (und mit ihr der Zuschauer), dass die Kritik diesmal einen Westartikel trifft. Ein anderes Beispiel für eine Doppelcodierung ist der Glückwunsch, den Christianes Parteigenosse Ganske zu ihrem Geburtstag parat hat: „Und dass alles wieder so wird, wie es mal war.“ Sie bezieht ihn auf ihren Gesundheitszustand, der Zuschauer auf die DDR-Nostalgie des Gratulanten, der jenen Typus (oder zumindest eine Spielart davon) eines „strammen Genossen“ repräsentiert, den nicht wenige in Christiane sehen wollten.
Bei „einfachen“ Doppelcodierungen belässt es der Film nicht. Den Gipfel vielfacher ironischer Brechung erreicht er wohl am Vorabend der deutschen Wiedervereinigung in Christianes Krankenzimmer, als das gefälschte neue DDR-Staatsoberhaupt seine gefälschte Antrittsrede in einer gefälschten Nachrichtensendung hält. Der Zuschauer weiß in dem Moment auch, dass sogar die in dieses Amt beförderte pseudoreale Person, „Sigmund Jähn“, gefälscht ist. Christiane ihrerseits weiß mittlerweile, dass sie getäuscht werden soll, lässt dies aber Alex nicht wissen. (Becker hat die Szene eigens nachgedreht, um dem Zuschauer ihr doppeltes Spiel deutlich vor Augen zu führen.) In jedem Fall ist der, der glaubt, alle Fäden in der Hand zu halten – Alex –, schlussendlich derjenige, der sich über den wahren Erfolg dessen, was er eigentlich erreichen wollte, irrt; der Täuscher wird also selbst zum Getäuschten.

### Archivmaterial
Für Regisseur Becker, Drehbuchautor Lichtenberg und Kameramann Martin Kukula bestand ein Großteil der Vorarbeit in der Sichtung von dokumentarischem Archivmaterial. Als „Wessis“ fühlten sie sich dazu verpflichtet, wollten aber ohnehin einiges direkt für den Film nutzen. Besonders willkommen war alles Schlaglichtartige, um das Erzähltempo hoch zu halten. Archivmaterial und Voiceover ergänzten sich also funktional. Inhaltlich entstand ein oft reizvolles Spannungsverhältnis. In mindestens einem Fall eigneten sich die Archivbilder auch dazu, hinter Alex’ Aussagen ein Fragezeichen zu setzen. Gemeint sind Aufnahmen vom Prenzlauer Berg aus der späten DDR, die auf den Betrachter wirken, als seien sie „von 1930“; sie laufen parallel zu Alex’ Schlussworten und wirken möglicher Nostalgie („Das Land, das meine Mutter verließ, war ein Land, an das sie geglaubt hatte“) kräftig entgegen.
Das Archivmaterial hat in Good Bye, Lenin! aber nicht nur die Funktion, den subjektiven Kommentaren „objektive“ Bilder entgegenzusetzen. Gezeigt wird auch, wie Bilder gemacht werden und sie die Wahrheit auf den Kopf stellen können. In den Fakes, in denen Denis und Alex Fakt und Fiktion, dokumentarisches und selbst inszeniertes Filmmaterial mischen, wird dem Zuschauer vor Augen geführt, wie Bilder lügen können, und zwar gerade dort, wo er es allgemein am wenigsten erwartet: in Nachrichtensendungen. Den Umstand der Manipulierbarkeit von Bildern hat Becker in seinem Film erklärtermaßen auch selbst genutzt: Um die in den Fakes behauptete West-Ost-Richtung des Besucherstroms glaubwürdig erscheinen zu lassen, wählte er nur Archivmaterial aus, in denen die Menschen sich von links nach rechts bewegen.

### Filmmusik
Die Filmmusik ist das dritte Stilmittel, das ganz wesentlich das Erzähltempo des Films dirigiert. Auffällig zum Beispiel die Beschleunigung in der Sequenz, die zur vorgetäuschten Antrittsrede des „Sigmund Jähn“ hinführt, oder das Crescendo, das Christiane begleitet, als sie sich heimlich aus der Wohnung stiehlt und dem „fliegenden Lenin“ begegnet. Dass die Filmmusik Stimmungen und Gefühle der Zuschauer steuert, versteht sich von selbst. Mit Bedacht entschied sich Becker für Yann Tiersen, den Komponisten der Filmmusik von Die fabelhafte Welt der Amélie, und beschreibt dessen Stil so: Er könne „wunderbar melancholische Musik“ schreiben, die „nichts Lastendes, nichts Depressives“ habe, man sehe immer noch „ein Stück blauen Himmel“.

### Leitmotiv
Auf Sigmund Jähn, den ersten Deutschen im All, stieß Bernd Lichtenberg im Zuge seiner Recherchen im Archivmaterial. Daraus entwickelte sich, peu à peu, das Leitmotiv des Films: die Raumfahrt – oder, weiter abstrahiert, das Fliegen überhaupt, das Sich-vom-Boden-Erheben, das Für-Ideale-Einstehen.
Als Filmfigur fungiert Jähn als doppelte „Klammer“: Er markiert den filmischen Erzählbogen und wird für Alex Vaterersatz und Kindheitsidol – ein durchaus glaubwürdiges zudem, war doch Jähn eine der wenigen Personen des öffentlichen Lebens in der DDR, die echte Popularität erlangten. Einen zufällig auftauchenden Doppelgänger Jähns wählt der erwachsene Alex dann als den Taxifahrer aus, der ihn, den verlorenen Sohn, zum verlorenen Vater zurückbringt. Alex’ Begleitkommentar auf der geografisch kurzen Strecke innerhalb Berlins („Wie durch die Weiten des Kosmos […] landeten wir in Wannsee“) verdeutlicht die „galaktische“ Dimension ihrer Trennung und legt außerdem nahe, dass Robert Kerners Republikflucht auch eine Art „Raumflug“ war, mit dem er seine Ideale bewahrte.
Für Christiane Kerner ist der DDR-Raumfahrer, in Gestalt des Sigmund-Jähn-Doubles, nicht minder wichtig. Als „Ersatzmann“ hatte sie sich ja, laut Alex, „unser sozialistisches Vaterland“ auserkoren, und als Ersatzbefriedigung das Eintreten für die Ideale des alltäglichen menschlichen Miteinanders. Wenn sie nun aus dem Munde des von Alex präsentierten neuen DDR-Staatsoberhaupts Worte hört wie „Sozialismus, das heißt auf den anderen zuzugehen, mit dem anderen zu leben“, entspricht das genau ihren Wünschen, und aus ihren spontanen Kommentaren („Ist das nicht wundervoll“, „Wahnsinn“) spricht sowohl Dankbarkeit gegenüber Alex als auch ihr ausdrückliches Bekenntnis zu diesen Idealen.
Mit Jähns Flug ins All kommt auch, historisch verbürgt, das Sandmännchen mit ins Spiel – Identifikationsfigur aus dem kulturellen Erbe der DDR wie keine zweite. Jeder seiner drei Kurzauftritte ist mit der Raumfahrt verbunden. Als „Junger Raketenbauer“ lässt Alex, seinem Idol folgend, das Sandmännchen in seiner selbstgebastelten Rakete mit in den Himmel steigen; seine Liebesbeziehung zur sowjetischen Lernschwester Lara spiegelt die von Jähn in der Raumkapsel inszenierte kosmische Hochzeit des Sandmännchens mit „Mascha“; und schließlich ist es ein Fernsehauftritt des Sandmännchens als Kosmonaut, der für Alex buchstäblich zum „Türöffner“ wird zu seinen noch kindlichen Halbgeschwistern und damit zur neuen Welt seines Vaters in Westberlin.
Feuerwerke aus verschiedenen Anlässen und insbesondere der „fliegende Lenin“, der auf Christiane wie eine Himmelserscheinung wirkt, bereichern das Leitmotiv zusätzlich. Hinzu kommt die Art und Weise, wie bestimmte Ereignisse dargestellt werden: So befindet sich das Liebespaar Alex/Lara auffällig oft auf Gebäuden oder hoch oben in ihnen, und in Alex’ Vorstellung „kreist“ seine im Koma liegende Mutter „wie ein Satellit um das menschliche Treiben auf unserem kleinen Planeten und in unserer noch kleineren Republik“. In der Schlussszene läuft alles noch einmal zusammen in Bild – die Pionierrakete mit Christianes Asche, die vom Dach des Kernerschen Hochhauses in den Nachthimmel steigt – und Wort: „Irgendwo da oben schwebt sie jetzt und schaut vielleicht auf uns hinab. Und sieht uns als winzige Punkte auf unserer kleinen Erde. Genau wie damals Sigmund Jähn.“

### Filmzitate
Die in Good Bye, Lenin! enthaltenen Filmzitate sind allein schon deshalb erwähnenswert, weil frühere Drehbuchfassungen noch mehr davon aufwiesen. Zugunsten der Konzentration auf den Haupterzählstrang wurde unter anderem auf die verzichtet, die den Videotüftler Denis als Filmvisionär zeigen. In diesen Szenen „zitiert“ er Filme, die es zu diesem Zeitpunkt noch gar nicht gab und die mit Good Bye, Lenin! die Idee der manipulierten Realitätswahrnehmung gemeinsam haben, wie Truman Show oder Matrix. Davon übrig geblieben ist im fertigen Film das auf Matrix anspielende T-Shirt, das Denis trägt, als er Alex ein von ihm selbst kreiertes Filmzitat erklärt – von dem berühmten Schnitt aus Stanley Kubricks 2001: Odyssee im Weltraum, der einen urzeitlichen Knochen in ein utopisches Raumschiff verwandelt. Denis’ Version ist nicht ganz so kühn; aus einem Brautstrauß wird bei ihm eine Hochzeitstorte.
Good Bye, Lenin! zitiert Kubricks Schnitt zuvor schon einmal, als – beim Sprung vom Prolog zum Hauptteil, der zehn Jahre überbrückt – die Pionierrakete in Alex’ Händen zu einer Bierflasche mutiert. Noch deutlicher ist der Verweis auf einen zweiten Kubrick-Film: Als Alex mit Denis’ Hilfe das Zimmer seiner Mutter wieder so herrichtet, wie es früher war, entspricht dies in Stil (Zeitraffer) und Begleitmusik (Ouvertüre aus der Oper Guillaume Tell von Gioachino Rossini) exakt einer Bettszene aus Uhrwerk Orange. Ein weiteres Filmzitat (François Truffauts Der Mann, der die Frauen liebte) benennt Becker selbst in dem Moment, als Alex’ Blicke auf den schönen Beinen der Krankenschwestern haften, und in der Szene, da sein Held ein menschengroßes Küken durch eine Kaufhalle spazieren sieht, zitiert Becker seinen eigenen Vorgängerfilm Das Leben ist eine Baustelle. Zwei Schlüsselszenen von Good Bye, Lenin! verdienen besondere Beachtung gerade durch die intertextuellen Verweise.
Eine dieser Szenen betrifft Alex’ erste Nachrichtenfälschung, die nötig wird, da seine aufwendigste Realitätsfälschung, die Geburtstagsfeier seiner Mutter, mit einem Fiasko endet. Ausgerechnet auf der einzigen Häuserfassade, die Christiane von ihrem Bett aus sehen kann, wird ein riesiges Werbebanner für Coca-Cola entrollt. Um ihr das plausibel zu machen, drehen die beiden „Fälscher“ Alex und Denis eine Szene an einem Ort, den Cineasten als Hauptschauplatz von Billy Wilders Eins, Zwei, Drei wiedererkennen: die ehemalige Westberliner Zentrale des US-amerikanischen Getränkekonzerns. Becker zitiert dabei nicht nur den Ort (samt Perspektive und nahezu identischer Kadrierung), sondern auch den Inhalt von Wilders Komödie: die in Berlin besonders augenfällige deutsch-deutsche Teilung, absurd-komische Wirrungen in dieser Stadt und Coca-Cola als symbolträchtiges Produkt des Kapitalismus (das beide Manipulatoren in ihrem Fake als ursprünglich sozialistische Erfindung deklarieren).
Die zweite Schlüsselszene ist die titelgebende des Films. Was zunächst ein mehrfaches Scheitern der filmischen Pläne bedeutete (das eigentliche Lenindenkmal wurde erst später abgebaut, der Hubschrauberflug mit einem Leninkopf aus Pappmaché musste zweimal abgesagt werden), erwies sich letztlich als Vorteil im Sinne größerer künstlerischer Freiheit: Mit der Karl-Marx-Allee wählte man einen symbolhaften Ort Ostberlins, und die Leninstatue konnte am Computer nach Belieben modelliert werden. Nicht zuletzt wurde so auch die Anspielung auf Federico Fellinis Das süße Leben noch deutlicher. Konkret zitiert wird die an einem Hubschrauber hängende Christus-Figur, die mit ausgebreiteten Armen über das katholische, aber moralisch „verlotterte“ Rom fliegt. Auf Beckers Film übertragen heißt das nichts anderes, als dass mit Lenin die Leitfigur des Sozialismus (und mit ihr die Idee und Gesellschaftsordnung) nunmehr abdankt. Die computergenerierte Geste der Statue wird verschieden gedeutet: als ob Lenin der ungläubig zu ihm aufschauenden Christiane die Hand reicht zum Abschied (Good Bye), oder als ob er in die Richtung weist, die die Geschichte nunmehr eingeschlagen hat (Westen).

## Veröffentlichung und Auswertung
Uraufgeführt wurde Good Bye, Lenin! auf der Berlinale 2003. Er lief im Wettbewerb um den Goldenen Bären, gewann allerdings nur den Blauen Engel, der für den besten europäischen Film vergeben wurde. In den deutschen Kinos startete Good Bye, Lenin! bereits vier Tage später, am 13. Februar 2003, im europäischen Ausland fast ausnahmslos noch im gleichen Jahr, in Übersee mehrheitlich im Jahr darauf.
Der kommerzielle Erfolg von Good Bye, Lenin! steht außer Frage. Den geschätzten Produktionskosten von 4,8 Millionen US-Dollar steht ein weltweites Einspielergebnis von 79,3 Millionen US-Dollar gegenüber. Davon entfielen 41,5 Millionen, also gut die Hälfte, auf die deutschen Kinos. Im Vergleich dazu setzte Das Leben der Anderen (2006) rund ein Viertel an den deutschen Kinokassen um, bei einem ähnlich guten Gesamtergebnis weltweit (77,4 Mio.). Hingegen blieb der Erfolg von Sonnenallee (1999), dem Good Bye, Lenin! in puncto Thema und Genre näher steht, weitestgehend auf Deutschland beschränkt.
| Land                     | Einwohner | Einspielergebnis | Eintritte  |
| ------------------------ | --------- | ---------------- | ---------- |
| Deutschland              | 083 Mio.  | 41,45 Mio. USD   | 06,57 Mio. |
| Österreich               | 09 Mio.   | 00,96 Mio. USD   | 00,14 Mio. |
| Schweiz                  | 08 Mio.   | 02,29 Mio. USD   | 00,24 Mio. |
| Niederlande              | 017 Mio.  | 01,88 Mio. USD   | 00,24 Mio. |
| Frankreich               | 067 Mio.  | 08,65 Mio. USD   | 01,54 Mio. |
| Spanien                  | 047 Mio.  | 02,91 Mio. USD   | 00,51 Mio. |
| Vereinigtes Königreich   | 066 Mio.  | 02,02 Mio. USD   | 00,21 Mio. |
| Italien                  | 060 Mio.  | 01,74 Mio. USD   | 00,42 Mio. |
| übriges Europa           |           | 04,0 Mio. USD    |            |
| Europäische Union gesamt |           |                  | 10,63 Mio. |
| Vereinigte Staaten       | 330 Mio.  | 04,06 Mio. USD   | 00,65 Mio. |
| Rest der Welt            |           | 09,36 Mio. USD   |            |

Die Erstausstrahlung im deutschen Free-TV erfolgte am 6. März 2006 um 20:40 Uhr auf Arte. Sie wurde von 2,8 Millionen Zuschauern verfolgt, davon 1,1 Millionen aus Frankreich. Der Marktanteil lag bei 5,2 Prozent.

## Rezeption

### National
Das deutsche Feuilleton, das die Weltpremiere von Good Bye, Lenin! auf der Berlinale begleitete, urteilte zunächst überwiegend reserviert. Das bezeugen die auf filmspiegel.de versammelten Noten durch seriöse Blätter wie FAZ und Zeit: zweimal „sehenswert“, sechsmal „zwiespältig“, einmal „uninteressant“. Die Verbalurteile durch Kritiker „aus dem Osten“ fielen noch deutlich negativer aus: „Die DDR wird Spekulationsobjekt“ (Jana Hensel), „gründlich vergeigt“ (Renate Holland-Moritz), „armselig“, „Affentheater“ und „Publikumsverarschung“ (Anke Westphal). Eine der wenigen lobenden Stimmen kam von Gunnar Decker (Neues Deutschland): „Wolfgang Becker, der Westler, macht einen vielschichtigen Film über die Psychologie des Ostens. Über unsere falschen Vorstellungen und echten Träume. Für diesen Film bin ich dankbar, denn er ist voller unsentimentaler Genauigkeit. So erst wird Poesie möglich. Endlich ein gesamtdeutscher Ost-Film, der frei atmet.“
Der Filmkritik hatte Good Bye, Lenin! jedenfalls nicht seinen imposanten Start in den deutschen Kinos zu verdanken: am ersten Wochenende 375.474 Zuschauer und Platz 3, sieben Tage später 502.201 Besucher und damit Rang 1 – eine Position, die der Film in den folgenden vier Wochen verteidigte. Zuschauer gaben nach dem Kinobesuch zu Protokoll, sie seien mit falschen Vorstellungen in den Film gegangen; ein „Teeniemovie zum bloßen Ablachen“ hatten sie erwartet und stattdessen einen berührenden Film gesehen, der die Generationen versöhne, Ost und West gleichermaßen anspreche. (Im Vergleich zu Sonnenallee, der im Osten wesentlich besser ankam als im Westen, waren die Besucherzahlen für Good Bye, Lenin! überall gleich gut.) Auch die Politik reagierte: Auf Einladung von Kulturstaatsministerin Christina Weiss schauten sich rund 250 Bundestagsabgeordnete (quer durch alle Parteien) den Film am 2. April 2003 gemeinsam im Ostberliner Kino International an – ein bis dahin einmaliger Vorgang. In seinem Erscheinungsjahr zog Good Bye, Lenin! allein in Deutschland mehr als 6 Millionen Besucher an, was Platz 1 bedeutete unter den einheimischen Produktionen; in der Gesamtbilanz seit Beginn der Zuschauerzählung 1968 rangiert er damit unter den zehn erfolgreichsten deutschen Filmen.
Mit dem Erfolg beim Publikum änderte sich auch der Tenor der Filmkritik. So beschloss die Feuilletonredaktion der Welt Ende Februar, die vollbesetzten Berliner Kinosäle aufzusuchen, um sich dort ein (zweites) Bild zu machen. Statt Dauergelächter registrierte man Betroffen- und Ergriffensein, man sah einen „ziemlich traurigen, ziemlich allgemeingültigen Film über das Zerplatzen von Lebensentwürfen“, einen „Film über eine gemeinsame deutsche Geschichte“ und traute ihm gar die Kraft einer Solidarisierung zwischen Deutschland Ost und West zu: „Es fördert das Zusammengehörigkeitsgefühl, wenn man sich in der Mitte treffen kann, die einen leidend unter dem Verlust ihrer sozialistischen Utopie, die andern unter der Erosion ihres Wirtschaftswunderwohlstands.“ Thomas Brussig, Autor von Helden wie wir, einem der ersten erfolgreichen Wenderomane, meinte, der Film treffe einen Nerv, indem er eine Leerstelle fülle: „Einen Abschied von der DDR, so wie man von einem Menschen Abschied nimmt, eine Trauer – das hat es im Herbst 90 einfach nicht gegeben. Das war eine so rastlose, vorwärts hastende Zeit, da war gar kein Platz mehr für so etwas wie Sentimentalitäten.“ Dennoch kamen die Vorbehalte, denen der Film anfangs begegnet war, immer aufs Neue zum Vorschein, wenn er gegen sie verteidigt wurde: „Good Bye, Lenin! ist kein heimwehkranker Retrofilm“, erklärte Claudia Rusch, die wie Brussig ihre DDR-Herkunft schriftstellerisch verarbeitet hatte (Meine freie deutsche Jugend), „sondern ein feinsinniges und liebevolles Stück über Menschen in einer Ausnahmesituation. Wenn überhaupt, wird davon erzählt, was dieser Staat hinterlassen hat im Leben seiner Bürger.“

### International
Good Bye, Lenin! wurde in insgesamt 64 Länder verkauft. Fast überall war er kommerziell erfolgreich (unter ganz verschiedenen Bedingungen), erhielt zahlreiche Preise und brach auch den einen oder anderen Rekord. In Großbritannien beispielsweise gelang Good Bye, Lenin! als erstem deutschen Film ein Einspielergebnis von über einer Million Pfund. „Der witzigste Film aus Deutschland seit einem Jahrhundert“, befand die Times in einem Land, in dem Humorlosigkeit zu den medialen Standardvorurteilen gegenüber den Deutschen gehört, und die Sunday Times legte nach: „Good Bye, Lenin! ist der beste britische Film, der nicht von Briten gemacht wurde, seit Billy Elliot.“ In Spanien zog Good Bye, Lenin! rund eine halbe Million Besucher an, in Frankreich gar eineinhalb; dort blieb der Film elf Wochen in den Top Ten und lief in einigen Kinos 32 Wochen ohne Unterbrechung. Skepsis seitens der Kritik musste Good Bye, Lenin! in Frankreich nicht überwinden; stattdessen lobte man den Film allenthalben für „die subtile Komplexität und historische Intelligenz“ (Jorge Semprún), als „fröhlich und melancholisch, manchmal bitter“ (Le Monde) sowie als „eine sarkastische, aber nicht nostalgische Komödie über die Fehlschläge der deutschen Wiedervereinigung“ (Libération). Good Bye, Lenin! sei in unserem Nachbarland auf eine besondere „Befindlichkeit“ getroffen und als ein Stück „Trauerarbeit“ über den Untergang der sozialistischen Alternative, der auch in Frankreich viele anhingen, verstanden worden – dies als ein weiterer Grund für die außerordentliche Resonanz.
Ähnlich wird dieses Phänomen auch von Kritikern aus dem ehemaligen „Ostblock“ beurteilt. Das westliche Publikum habe länger an den Mythos vom sozialistischen Glück geglaubt, meinte Tadeusz Sobolewski (Gazeta Wyborcza) und tadelt den Film dafür, dass er dem Zuschauer „das Recht auf nostalgischen Selbstbetrug“ gewähre. Bei der russischen Premiere von Good Bye, Lenin!, die im Rahmen des Moskauer Filmfestivals im Puschkinski, dem größten Kino der Stadt, über die Bühne ging, soll die Titelszene, in der die Lenin-Statue am Seil des Hubschraubers über die Leinwand schwebt, ein „Seufzen“ in dem mit 1500 Menschen voll besetzten Saal ausgelöst haben. Die teils euphorischen Kritiken, die nachfolgten, bescherten dem Film auch einen beachtlichen Erfolg an den Kinokassen. In noch kommunistisch regierten Ländern konnte der Film bestenfalls auf Festivals gezeigt werden: In Hanoi war nicht einmal das möglich, weshalb das dortige Goethe-Institut mit einer hauseigenen Vorführung einsprang; in Shanghai nur mit der Auflage, den Titel zu ändern in „Bianqian“ („Wandel“); in Havanna kam es zu Tumulten, weil noch gut tausend Besucher in den vollbesetzten Saal drängten.
In den USA wurde Good Bye, Lenin! der Erfolg besonders schwer gemacht. Die Behörden stuften den Film als „politisch und moralisch bedenklich“ ein; die Wertung R wie „Restricted“ bedeutete, dass Minderjährige unter 17 Jahren ihn nur in Begleitung Erwachsener sehen durften. Er enthalte „kommunistische Gewalttätigkeit“, hieß es in der Begründung, und „postkommunistische Nacktheit“. Auch die Rezensenten sahen sich veranlasst, den Film zuallererst einer politischen Gewissensprüfung zu unterziehen. Für künstlerisch gelungen hielten ihn nur wenige; mehrfach wünschte man sich Billy Wilder als Regisseur. Starkritiker Roger Ebert meinte, Good Bye, Lenin! sei voller „Anspielungen, die wir nicht richtig verstehen“. David Denby (The New Yorker) hingegen verstand die „Gemeinschaft“, die Alex zur Erhaltung seiner Lüge um sich schart, als exemplarisch für den „kommunalen Humanismus, den das System eigentlich auf nationaler Ebene hätte erzeugen sollen“. Ähnlich wie in Deutschland wurde der Kinostart in den USA nicht mit feuilletonistischen Vorschusslorbeeren bedacht. Dennoch setzte sich Good Bye, Lenin! schon am ersten Wochenende an den Kinokassen durch (57.968 $) und belegt insgesamt Rang 6 unter den erfolgreichsten deutschen Filmen in den USA.

### Spätere Bewertungen
„Gibt es ernst zu nehmende Gründe für das Unbehagen, das aus der Erstrezeption durch die deutsche Filmkritik spricht?“ Dieser Frage geht Kerstin Cornils 2008, also fünf Jahre nach Erscheinen von Good bye, Lenin!, in ihrem Essay „Die Komödie von der verlorenen Zeit“ nach. Sie weist zunächst darauf hin, dass der Film genau in jenem „vergessenen Jahr“ (Stefan Arndt) zwischen Mauerfall und Wiedervereinigung spiele, als der Widerstand der deutschen Linken gegen den „alternativlosen“ Weg zum wiedervereinten deutschen Staat am stärksten war, und dass er den später verdrängten „linken Einspruch“ noch einmal erhebe, indem er Alex mit der Inszenierung seiner „Privat-DDR“ den „temporalen Ruheraum“ schaffen lasse, den die Linke sich seinerzeit ersehnt habe. Das anfängliche Unbehagen der deutschen Feuilletonkritik gegenüber Good bye, Lenin!, so Cornils' These, habe einen guten Grund: Zwar biete der Film eine linke Utopie an, bleibe aber auf halbem Wege stehen. Aus ihrer Sicht hätte die Komödie bis zum Schluss dominieren müssen. Dass das deutsche Feuilleton dies nicht ebenso klar artikuliert habe, erschließt sich ihr aus der Skepsis, die es speziell gegenüber der deutschen Filmkomödie hege. Dadurch verkenne man das Potenzial, das dem Genre generell innewohne: Es fokussiere auf „das Ausgegrenzte, das Andere, die Systemalternative“. Dies ist auch der Punkt, an dem Cornils ihre Kritik an Becker festmacht. Er habe die Chance, Christiane „konsequent als Stellvertreterin einer utopischen DDR“ zu zeichnen, versäumt; indem er ihr Lebensende vom Ende der DDR abhängig macht, werde in seinem Schlusstableau die Komödie durch die Tragödie verdrängt.
2010 reihte die Deutsche Welle Good bye, Lenin! unter die 25 Klassiker der deutschen Filmgeschichte ein. In der Begründung heißt es: „Mit Good bye, Lenin! schuf Regisseur Wolfgang Becker vielleicht den ultimativen Film zur Wende in Deutschland. Anders als andere Filme verspottet er den Osten nicht und er macht sich auch nicht auf zynische Weise lustig über die aus westlicher Sicht hinterwäldlerischen DDR-Bewohner. Vielmehr strahlt Good bye, Lenin! eine liebevolle Wärme und Menschlichkeit aus, die beim Publikum seinerzeit besonders gut ankam – im Westen wie im Osten. Good bye, Lenin! ist auch eine außergewöhnliche Komödie über die Liebe eines Sohnes zu seiner Mutter. Daniel Brühl und Katrin Sass sind in ihren Rollen mal hinreißend komisch, dann wieder rührend, ja sogar tragisch. Wolfgang Beckers Film zeigt aber auch ganz heiter-melancholisch, dass die DDR, obwohl sie eine sozialistische Diktatur war, für zigtausend Menschen eine Heimat war, die ihnen plötzlich mit dem Fall der Mauer genommen wurde.“
Die Kritikerin Karen Krizanovich sieht in Good Bye, Lenin! mehr als „exzellente[n] Slapstick und herrliche[r] Satire“: Während der Film keine Sekunde behaupte, in der DDR hätte es sich gut leben lassen, so zeige er, was in der „Welle des Kapitalismus“ verlorengegangen sei.
In der Rückschau ergibt sich insgesamt ein gutes Presseecho, was sich auch in den Auswertungen US-amerikanischer Aggregatoren widerspiegelt. So erfasst Rotten Tomatoes größtenteils positive Besprechungen und ordnet den Film dementsprechend als „Zertifiziert Frisch“ ein. Laut Metacritic fallen die Bewertungen im Mittel „Grundsätzlich Wohlwollend“ aus.

### Auszeichnungen
Im Erscheinungsjahr 2003 war Good Bye, Lenin! der große Gewinner sowohl beim Deutschen als auch beim Europäischen Filmpreis mit acht beziehungsweise sechs Auszeichnungen. Im Jahr darauf erhielt er mit einem César und einem Goya die renommiertesten Filmpreise Frankreichs und Spaniens. Ebenfalls 2004 wurde Good Bye, Lenin! bei den Golden Globes als Bester fremdsprachiger Film nominiert, wurde aber von der Jury nicht berücksichtigt. Nachfolgend eine Auswahl wichtiger nationaler und internationaler Preise und Nominierungen.

#### National
- 2002
  - Deutscher Filmpreis in der Kategorie Bestes Drehbuch (Wolfgang Becker, Bernd Lichtenberg)[40]
- 2003
  - Deutscher Filmpreis in den Kategorien Bester Spielfilm – Lola in Gold, Beste männliche Hauptrolle (Daniel Brühl), Beste männliche Nebenrolle (Florian Lukas), Beste Regie (Becker), Bester Schnitt (Peter R. Adam) Bestes Szenenbild (Lothar Holler), Beste Filmmusik (Yann Tiersen) und „Publikumspreis/Film des Jahres“; außerdem nominiert in den Kategorien Beste weibliche Hauptrolle (Katrin Sass) und Beste weibliche Nebenrolle (Maria Simon).
  - Bambi für Daniel Brühl, Florian Lukas und Katrin Sass
  - Gilde-Filmpreis in Gold: Bester deutscher Film
  - Goldene Leinwand
- 2004
  - Jupiter in den Kategorien Bester deutscher Film, Beste deutsche Darstellerin (Katrin Sass) und Bester deutscher Darsteller (Daniel Brühl)
  - Bayerischer Filmpreis in der Kategorie Publikumspreis (Becker)
  - Deutscher Kamerapreis: Nominierung für Martin Kukula

#### International
- 2003
  - Europäischer Filmpreis in den Kategorien Bester Film (Stefan Arndt), Bester Darsteller (Daniel Brühl) und Bestes Drehbuch (Bernd Lichtenberg), Publikumspreis Beste Regie (Becker), Publikumspreis Bester Darsteller (Daniel Brühl), Publikumspreis Beste Darstellerin (Katrin Sass); außerdem nominiert in den Kategorien Beste Regie (Becker) und  Beste Darstellerin (Sass)
  - Berlinale: Blauer Engel für den Besten europäischen Film; nominiert für den Goldenen Bären (beide Becker)
- 2004
  - Golden Globe: nominiert als Bester fremdsprachiger Film
  - César (Frankreich): Bester ausländischer Film (Becker)
  - Goya (Spanien): Bester europäischer Film (Becker)
  - Bodil (Dänemark): Bester nicht-amerikanischer Film (Becker)
  - London Critics’ Circle Film Award: Bester fremdsprachiger Film
  - Robert (Dänemark): Bester nicht-amerikanischer Film (Becker)
  - US Comedy Arts Festival: Bester fremdsprachiger Film
  - BAFTA Awards (Großbritannien): nominiert als Bester nicht-englischsprachiger Film (Becker, Stefan Arndt)
  - David di Donatello (Italien): nominiert als Bester europäischer Film (Becker)
  - Golden Eagle Awards (Russland): nominiert als Bester ausländischer Film (Becker)
  - Guldbagge (Schweden): nominiert als Bester ausländischer Film (Becker)

## Interpretation

### Familien- und Zeitgeschichte
„Familienthemen scheinen mich zu interessieren, das zieht sich durch alle meine Filme“, konstatiert Wolfgang Becker, der mit Kinderspiele und Das Leben ist eine Baustelle bekannt wurde, worin er dem Publikum auch die historischen Umstände, in denen sie spielen, näherbringt. Good Bye, Lenin! verschränkt Familien- und Zeitgeschichte noch enger allein durch den Anfangs- und Endpunkt der Haupthandlung. Darin geht es um das Sterbejahr der Protagonistin, das parallel zu dem der DDR verläuft – für beide beginnend am 7. Oktober 1989 und fast auf den Tag genau ein Jahr später endend.
Ist das Ende der DDR genau fixiert, wird der „Anfang vom Ende“ von Historikern verschieden verortet; nicht selten gehen sie dabei über das Wendejahr hinaus (zum Beispiel zur Biermann-Ausbürgerung 1976). Good Bye, Lenin! beginnt mit einer solchen Zäsur, die Jahre zurückliegt, der Republikflucht des Vaters. Christianes Beichte legt seinen wahren Beweggrund offen: ein Loyalitätskonflikt, wie er vielen DDR-Bürgern zugemutet wurde. Sein berufliches Fortkommen als Arzt sollte er sich erschwindeln durch den Eintritt in die Partei. Er entschied sich für die Treue zu sich selbst. Die Konsequenz, die er daraus zog, war illegale Flucht; der Preis, den er dafür zahlte, Verlust der Familie. (Nicht fahrlässig; er hatte allen Grund, an die Loyalität und Liebe seiner Frau zu glauben; er wartete und hoffte mehrere Jahre, schrieb Briefe, die Christiane ungeöffnet versteckte.) Der Film zeigt ihn auch 12 Jahre später mit neuer Familie, großem Freundeskreis, offenbar beruflich erfolgreich, also voll und ganz im Westen „angekommen“. Menschen wie ihn, mit seiner geistigen Kapazität und moralischen Integrität, hat die DDR in großer Zahl verloren und vertrieben. Auch diesen Aderlass kann man, in Summe, als „Anfang vom Ende der DDR“ sehen.
Christiane steht ihrem Mann in puncto moralischer Integrität in nichts nach, daran lässt der Film keinen Zweifel. Dennoch wirft ihre im Prolog erzählte Vorgeschichte Fragen auf, die sich nicht restlos erschließen. Klar scheint zunächst ihr Motiv, warum sie keinen Ausreiseantrag stellte und mit den Kindern in der DDR blieb: Ganz auf sich allein gestellt, gewannen ihre Ängste vor den drohenden massiven Widerständen (als Nichtprominente, noch dazu als Lehrerin) und Repressalien (bis hin zu Kindesentzug) die Oberhand. Sogar einen Suizid erwog sie während ihrer 8-wöchigen Depression, wie sie später dem erwachsenen Alex gesteht. Warum aber dann ihre „Flucht nach vorn“, ihr Schulterschluss mit dem „sozialistischen Vaterland“? Über ihre Vorvergangenheit erzählt der Film nichts. Ist es ihr Naturell, das nach Aktivität verlangt? Glaubt sie, sich und die Kinder so am besten zu schützen? Spielt sie ihnen und der Öffentlichkeit gar etwas vor? Macht sie sich selbst etwas vor mit ihren Eingaben, die ihr Selbstwertgefühl heben, aber die der Staat auch instrumentalisiert durch Auszeichnungen (die sie weder ablehnt noch angenehm zu finden scheint)? Was immer Christianes Engagement motiviert – moralisch fragwürdig ist es nicht.
Dennoch zahlt sie dafür letztlich einen hohen Preis. Zum einen ist es die jahrelang verdrängte Last der als schuldhaft empfundenen Trennung von ihrem Mann, die irgendwann zurückschlägt, zum anderen die partielle Realitätsblindheit, in die sie sich durch ihre Nischenexistenz manövriert hat. Letzteres holt sie zuerst ein. Als sie am Abend des 7. Oktober auf dem Weg zum offiziellen Staatsakt in die Gegendemonstration gerät, ist es augenscheinlich nicht allein der Schock über Alex’ Verhaftung, der zu ihrem Kollaps führt, sondern das Entsetzen angesichts der Brutalität überhaupt, mit der die Einsatzkräfte im Namen jener Staatsmacht vorgehen, die sich wenige Meter entfernt selbst feiert und, auch von ihr, hofieren lassen will. Der zweite und letale Infarkt ereilt Christiane dann ein knappes Jahr später, nachdem sie sich endlich ihre große Lebenslüge von der Seele geredet hat. Ein Zurück gibt es für sie freilich nicht mehr, nur noch den Trost eines letzten Wiedersehens mit ihrem Mann.
Ihre Kinder Ariane und Alex, bei Beginn der Wende Anfang 20, repräsentieren am ehesten die Mitte der DDR-Gesellschaft zu dieser Zeit. Ariane studiert und ist schon Mutter, Alex arbeitet in einer PGH. Ihre Haltung ist eher abwartend; weder folgen sie dem trotzigen Engagement ihrer Mutter noch dem ständig größer werdenden Tross gen Westen. Spätestens mit dem Mauerfall entwickeln sich die Geschwister dann ein Stück weit auseinander. Ariane schüttelt ihre DDR-Vergangenheit, samt Studium, kurzerhand ab und nimmt den erstbesten Job an, um gut leben zu können. Alex’ aufwendig inszenierter Retrotour schließt sie sich nur widerstrebend an. Im Schlussteil des Films, als der Vater wieder auftaucht und der wahre Grund für seine Republikflucht ans Licht kommt, offenbart sich dann auch bei ihr Verborgenes, Verdrängtes: Einige eindrückliche Szenen lassen erahnen, wie tief ihre Vaterliebe gewesen sein muss und wie tief die Verletzung durch ihren Verlust – ein Verlust, den ihr die Erkenntnis, dass er auf einem Irrtum beruhte, nicht zurückbringen kann.
Alex sei ein „ganz normaler Typ“, meint Daniel Brühl, der „in dieser Phase seines Lebens nicht so recht weiß, wohin mit sich“. Auch nach dem Mauerfall wirkt er zunächst noch so. Es liegt an zwei Frauen – seiner Mutter, die er umsorgt, und Lara, mit der er seine erste Liebe erlebt –, dass er nicht ganz mit dem Strom mitschwimmt. Auf einer politischen Überzeugung gründet das nicht, ebenso wenig wie später sein Coup, seine Mutter retten zu wollen, indem er die DDR „rettet“. Abgesehen davon, sitzt Alex dabei auch einem Irrtum auf: Er sieht in seiner Mutter eine „stramme Genossin“, eine, die treu der Parteilinie folgt. Das sei sie keineswegs, betonen Wolfgang Becker und Katrin Sass übereinstimmend, die diesem Missverständnis in Filmkritiken und Publikumsgesprächen häufig begegneten.
Worum es seiner Mutter wirklich geht, merkt Alex erst, als sein Coup zu scheitern droht und er sich mehr und mehr in sie einfühlt. Letztlich erfindet er dann eine DDR mit einem geistigen Klima, wie sie es sich gewünscht hätte (und er auch) – ein Land, das sich auf jene Ideale besinnt, mit denen es einst angetreten war und die Christiane in ihrer „Nische“, so gut es ging, zu leben versuchte. Als Schöpfer und Erzähler der Geschichte gelingt es ihm so, diese Ideale zu bewahren. Seine Mutter vor dem Tode zu bewahren, gelingt ihm hingegen nicht, wodurch der Film seine tragische Grundierung bis zum Schluss beibehält. Den ironischen Ton aber auch, ist es doch ausgerechnet Alex selbst, dem entgeht, was ihm eigentlich gelungen ist: Er glaubt ja, sie sei glücklich gestorben, weil sie seine Lüge nicht durchschaut hat.

### Familiäre und mediale Lügen
„Ein Spielfilm“, zitiert Becker ein bekanntes Bonmot, „ist eigentlich nichts anderes als 24 Mal Lüge pro Sekunde.“ Von daher sei „die Fälschung innerhalb einer Fälschung“ noch einmal „etwas ganz Besonderes“. Good Bye, Lenin! handelt ganz wesentlich von Fälschungen, Täuschungen und Lügen, offenen wie versteckten. Familien- und Zeitgeschichte greifen auch hier ineinander, sind es doch die äußeren Umstände, die aus moralisch integren Menschen Lügner machen. Bei Alex steht zu Beginn eine Gelegenheitslüge (er erzählt seiner Mutter, sie sei beim Schlangestehen vor einer Kaufhalle kollabiert). Weil sie funktioniert, errichtet er ein ganzes Lügengebäude, und weil es ständig einzustürzen droht, muss er immer wieder neue Lügen erfinden und alle involvierten Personen zu seinen Komplizen machen. Mit der Zeit verselbstständigt sich das und wird eine Art „Sport“ („Du musst dich einmal überwinden“, redet er seinem Vater zu, „danach ist es ganz einfach“). Da Alex aber in humaner Absicht handelt, gehört ihm die Sympathie des Zuschauers und letztlich sogar des belogenen Menschen selbst: Als Christiane ihn durchschaut, spielt sie sein Spiel mit und gönnt ihm die Freude, seinen „Erfolg“ auszukosten. „Die Lüge als Medium der Liebe“ – das habe Becker an der Geschichte gereizt. Schließt das Christianes Lebenslüge mit ein?
Anders als Alex, lügt Christiane im Grunde nur ein einziges Mal. Das ihrem Mann versprochene Bekenntnis zur Wahrheit (Ausreiseantrag) scheut sie aus der begründeten Furcht vor dem größtmöglichen Übel (Kindesentzug). Allerdings bleibt ihr als Alternative nur ein Weg, um ihre noch halbwüchsigen Kinder davon abzubringen, der Wahrheit auf die Spur zu kommen. Ihre Lüge muss jeden Zweifel ausschließen, also erzählt sie ihnen, Robert sei wegen einer anderen Frau im Westen geblieben. Der gewünschte Effekt tritt ein („Wir sprachen nie mehr von Vater“). Der in Kauf genommene Preis aber auch. Christianes Lüge kappt, mit den äußerlichen, zugleich auch die innerlichen Bande, die ihre Kinder mit dem Vater verbinden; indem sie ihn zum Lügner stempelt, nimmt sie ihnen die Vaterliebe weg. Die Langzeitfolgen für sie selbst wiegen noch schwerer. Nicht von ungefähr beginnt sie ihre Beichte mit der scheinbaren Übertreibung „Ich hab euch die ganze Zeit belogen“. Es muss sich für sie so angefühlt haben. Zuerst das völlige Verstummen während der 8-wöchigen schweren Depression, dann die jahrelangen Anfechtungen durch die Briefe, die sie nicht öffnete und doch hinter dem Küchenschrank wusste. Als ihren „größten Fehler“ sieht sie ihre Entscheidung jetzt, freilich im Vorgefühl des Todes. Ihre Lüge endet tragisch, wogegen Alex Lüge vor allem komisch wirkt.
Beide familiären Lügen haben aber auch Gemeinsames. Zum einen konstruiert der Lügner eine Scheinwelt und wacht darüber, dass nichts von außen eindringt, was sie gefährden könnte, zum anderen baut er darauf, dass der Belogene ihren Wahrheitsgehalt nicht selbst überprüfen kann – sei es durch eine Mauer, eine Krankheit, oder (was in beiden Fällen hinzukommt) durch tatsächliche beziehungsweise bewusst forcierte Unmündigkeit. Das kennzeichnet auch die medialen Lügen, die Good Bye, Lenin! vorführt. Ihr Entstehen kommentiert Alex aus dem Off so: „Wahrheit ist eine zweifelhafte Angelegenheit, die ich leicht Mutters gewohnter Wahrnehmung angleichen konnte. Ich musste nur die Sprache der ‚Aktuellen Kamera‘ studieren und Denis’ Ehrgeiz als Filmregisseur anstacheln.“ Die DDR-Nachrichtensendung (das „Sandmännchen für erwachsene DDR-Bürger“), die nach Beckers Einschätzung vor allem durch das Ausblenden von Wichtigem und das Aufbauschen von Unwesentlichem geprägt war, dient den beiden medialen Manipulatoren Alex und Denis allerdings bald schon nur noch als Folie. Ihre eigenen Inszenierungen sind dreist, aber alles andere als dröge. Nicht unähnlich den Eingaben, die Christiane verfasst, erschaffen sie sich darin ein „heiteres poetisches Reich“. Dessen Kehrseite ist, dass es das Original auch verharmlost.

### Erinnerung und Ostalgie

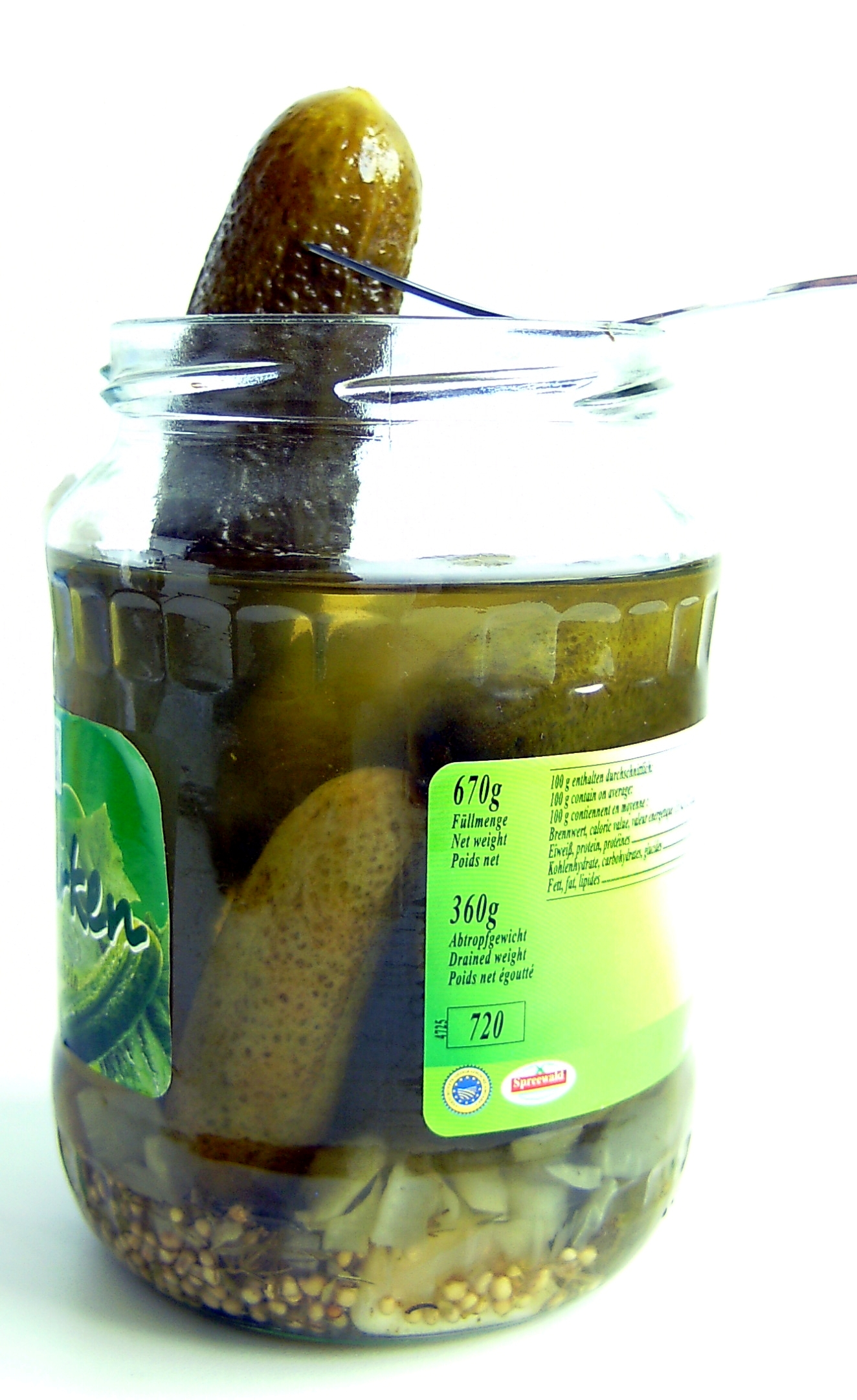
Spreewaldgurken: eine von Christianes Lieblingsspeisen; hier allerdings in einer Nach-Wende-Verpackung, erkennbar am EU-Symbol für eine geschützte geographische Angabe

Im Sommer 2003 erreichte die Ostalgiewelle im deutschen Fernsehen ihren Höhepunkt. Mit Sendeformaten wie „Meyer und Schulz – die ultimative Ostshow“ (Sat.1), „Ein Kessel DDR“ (MDR) oder „DDR-Show“ (ZDF) buhlten private wie öffentlich-rechtliche Fernsehanstalten um die Gunst vermeintlich DDR-nostalgischer Zuschauer. Dass die Macher dieser Sendungen den Erfolg von Good Bye, Lenin! verstetigen wollten, liegt auf der Hand. Fraglich ist, ob sie damit dem Film selbst gerecht wurden. Das Marketingkonzept, das die Verleihfirma von Good Bye, Lenin! bei den Previews verfolgte, leistete allerdings dem „Ostalgieverdacht“ Vorschub. So seien Kinofoyers in ein „DDR-Panoptikum“ verwandelt worden, dekoriert mit DDR-Fahnen und -Utensilien aus dem Alltagsleben; unter dem Motto „Good Bite, Lenin!“ wurden Spreewaldgurken (Christianes Lieblingsspeise?) als „Die Gurke zum Film“ verteilt; im CineStar Jena konnte man mit DDR-Mark bezahlen, in Görlitz kam umsonst ins Kino, wer in FDJ-Blauhemd oder NVA-Uniform erschien, in Braunschweig durchschritt man am Eingang einen Schlagbaum und eine Mauer aus Pappmaché.
Auch die Sekundärtexte trugen dazu bei, dass Good Bye, Lenin! von Anfang an in ein fragwürdiges Licht geriet. Das legt eine speziell auf den Ostalgiediskurs ausgerichtete Untersuchung nahe, die Petra Bernhardt 2009 unter dem Titel „Spiel’s noch mal, Erich?“ vorlegte. Darin kommt sie zum Ergebnis, dass kaum einer der 40 Textbeiträge, die sie analysierte, sich in angemessener Weise mit der Filmhandlung und der Protagonistin beschäftige. Stattdessen würden oft Vorurteile über die Charaktere gestülpt – Alex als „typischer Ossi“, etwas verträumt und mit mangelndem Selbstbewusstsein, Christiane als „bis zur Neurose linientreue Figur“. Einerseits gerate also das, worum es eigentlich gehe, die Familiengeschichte, aus dem Blickfeld, andererseits das, was nur den Hintergrund bilde, in den Fokus. So komme kaum ein Text ohne die Verwendung des Ostalgie- oder Nostalgiebegriffs aus, und fast überall, gerade auch in den Beiträgen aus dem nicht deutschsprachigen Raum, würde auf „Erinnerung an die DDR“ als thematischer Schwerpunkt „kurzgeschlossen“, wobei die Deutungen, wie der Film das tue, weit auseinandergingen zwischen einer „Beschwörung des alten Systems“ und seiner „Grablegung“. In Summe sieht Bernhardt nach Auswertung der Texte ihre These bestätigt, dass die BRD im Geschichtsdiskurs über die DDR zu dem „hegemonialen Reflex“ neige, „Erinnerung abseits diktaturgeschichtlicher Erfahrung als Ostalgie abzukanzeln“.
Von einer Filmerzählung „abseits diktaturgeschichtlicher Erfahrung“ kann freilich gar keine Rede sein – im Gegenteil. Denn es sind ja ganz eindeutig die politischen Verhältnisse in der DDR, die dazu führen, dass die im Mittelpunkt stehende DDR-Familie unwiederbringlich auseinandergerissen wird. Neben diesem Argument, das allein schon Good Bye, Lenin! des „Ostalgieverdachts“ enthebt, sei noch darauf verwiesen, dass der Film das Leben im Realsozialismus der DDR im Grunde nur streift. Der weitaus größte Teil der Handlung liegt ja im Wendejahr 1989/90, in einer Zeit des Übergangs also, und was sich währenddessen in Christiane Kerners Zimmer an „DDR-Leben“ abspielt, ist Inszenierung. Nur die erste Viertelstunde zeigt punktuell etwas, das man als DDR-Realität bezeichnen kann, und mehr als die Hälfte davon gehört dem 7. Oktober mit den dramatischen Verwerfungen innerhalb der Familie, die erneut ausgelöst werden durch diejenigen außerhalb (Niederschlagung der Demo, Alex’ Verhaftung und Aufenthalt im Stasi-Gefängnis, Christianes Herzinfarkt und Koma).
Was dem entgegensteht und vielleicht doch Gefühle auslöst, die Erinnerungen an die DDR verklären, wirkt im Vergleich dazu recht vage, hängt stark vom Betrachter ab und wäre wohl nur durch eine breite Zuschauerbefragung genauer festzumachen. Zwei Argumente seien auch hier erwähnt. Erstens: Die wenigen Anfangsminuten, die schlaglichtartig eine eindeutig schöne DDR-Kindheitswelt zeigen, gehören allesamt in den Bereich der sinnvoll verbrachten Freizeit in Gemeinschaft (Datsche, Pioniereisenbahn, Junge Raketenbauer, Neptunfest, Chorsingen), wobei es der Film vermeidet, den moralischen Zeigefinger zu erheben (Achtung: nicht ideologiefrei). Im Ergebnis kann es sehr wohl sein, dass das wenige Schöne stärker haftet, weil es sich mit selbst Erlebtem oder auch Erwünschtem verbindet. Zweitens: Die nicht minder schöne, eingängige Filmmusik gibt schon im Vorspann eine (durch kein Gegenmotiv gebrochene) Stimmung vor, die leicht Wehmut weckt, und überlagert im Epilog möglicherweise den nüchternen Blick auf die Bilder, die die Realität eines maroden Landes zeigen. Hinzu kommen vertraute Melodien. Einmal ertönt der Abendgruß des Sandmännchens, und gleich dreimal „Unsere Heimat“, ein Pionierlied, das alle DDR-Kinder im Grundschulalter (kennen)lernten – im Film stets ohne die tendenziösen Schlusszeilen vorgetragen (was in einem Fall sichtbar Christianes Entscheidung ist) und zumindest zweimal auch wohlklingend. Das „Herzstück“ des Films sei dieses Lied, heißt es im Audiokommentar dreier Hauptdarsteller, und – Wolfgang Becker habe erzählt, beim Casting hätten viele Mütter, als sie ihren Kindern beim Vorsingen von „Unsere Heimat“ zuhörten, geweint.
Jüngst legte der deutsch-amerikanische Historiker Andreas W. Daum eine Neuinterpretation vor, welche die Deutung von Good-Bye Lenin! als Dokument der Ostalgiewelle hinterfragt.  Er schlägt vor, auch jenseits des spezifischen DDR-Hintergrunds die Charaden von Alex als  legitime Strategie des Verarbeitens von dramatischem, gesellschaftlichem Wandel zu verstehen, d. h. weder als Verklärung noch als Falsifizierung von Geschichte.

## Hintergrund

### Filmfehler

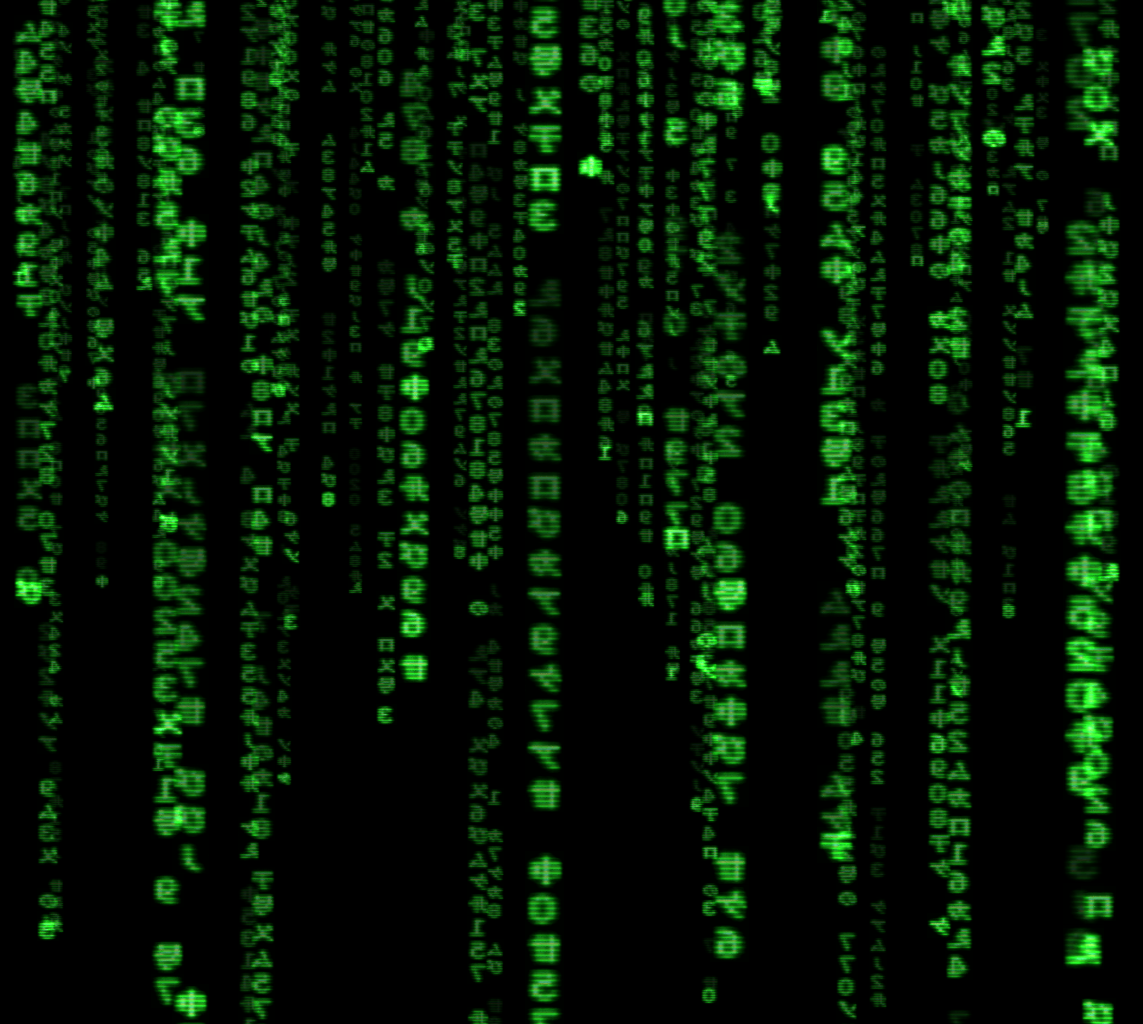
Dennis’ T-Shirt-Motiv spielt an auf The Matrix (1999).

Um die Erzählillusion nicht zu stören, war Becker sehr darauf bedacht, auch kleinste Filmfehler zu vermeiden. Das war keine geringe Herausforderung in Anbetracht dessen, dass eine zu großen Teilen verlorengegangene Dingwelt zu rekonstruieren und zugleich für den Plot von elementarer Wichtigkeit war. Sachkundig unterstützt durch eine erfahrene Crew – allen voran Szenenbildner Lothar Holler –, wurde sie dennoch weitestgehend gemeistert. Bei dem Wenigen, das als unstimmig erkannt wurde, ist zu unterscheiden in a) von den Autoren selbst benannte Fehler, b) nicht selbst benannte, c) absichtliche und d) vermeintliche.
- a) Daniel Brühl ist Linkshänder, der Darsteller jedoch, der Alex im Kindesalter spielt, malt rechtshändig. – Einer der Briefe ihres Vaters, die Ariane hinter dem Küchenschrank findet, ist adressiert an Christine Kerner, statt Christiane. – Der Kollege von Alex und Denis, der die Sektflasche nach dem deutschen Halbfinalsieg bei der Fußball-WM 1990 entkorkt, trägt ein Shirt der WM 1994. – Der nächtliche Blick aus der Kernerschen Wohnung ist anachronistisch; zu dem Zeitpunkt gab es dort weder die gezeigte moderne Bahn vom Typ GT6N noch eine Straßenbahnstrecke überhaupt.[50]
- b) Der „falsche“ Sigmund Jähn trägt bei seinem Amtsantritt als Staatsratsvorsitzender die Uniform eines Obersts, der echte war zu dem Zeitpunkt bereits Generalmajor. – Obwohl Christiane während ihres langen Komas mittels einer Tracheotomie beatmet wurde, hat sie nach dem Aufwachen keine Narbe am Hals. – Als Alex Ex-Direktor Klapprath zur Geburtstagsfeier seiner Mutter chauffiert, ist im Kreisverkehr für einen kurzen Moment zwischen anderen Fahrzeugen ein Mazda6 zu erkennen, der erst ab dem Jahr 2002 gebaut wurde. – Verschiedenes, das es zum Handlungszeitpunkt noch gar nicht oder nicht in dieser Form gab: Rotwein der Marke Blanchet; Verpackungstüten von „Jacobs Krönung“; Einkaufsbeutel der Berliner Supermarktkette Reichelt; die „Bankgesellschaft Berlin“ auf dem Berolinahaus.[48]
- c) Unter den gezeigten Zeitungen, die am 10. November 1989 in großer Aufmachung vom Mauerfall berichten, ist auch eine absichtlich gefälschte der französischen Libération; an diesem Tag, einem Freitag, war sie wegen eines Streiks nicht erschienen.[50]
- d) Das im „Digital Rain“-Stil gehaltene T-Shirt, das Denis einmal trägt, ist nur angelehnt an den Film Matrix und erklärt sich aus der ursprünglichen Intention des Drehbuchs, ihn auch als cineastischen Visionär zu zeigen; in einer Szene, die dem Schnitt zum Opfer fiel, erklärt er Alex eine seiner Filmideen („Der Planet der Vergessenen“) mit einer Handlung, die der von Matrix ähnelt.[50]